# Liste mathematischer Sätze
Wichtige mathematische Sätze tragen in der Regel einen markanten Namen, unter dem sie oft auch international bekannt sind. Diese Liste gibt zu jedem solchen Namen einen kurzen Hinweis auf den Inhalt des Satzes, nähere Einzelheiten finden sich dann in den jeweiligen Artikeln.
Die alphabetische Sortierung der unten aufgelisteten Sätze orientiert sich stets am Namen des Mathematikers, wenn ein solcher mit dem Satz verbunden ist, der Einbettungssatz von Whitney findet sich demnach unter W und nicht unter E. Begriffe wie „Satz“ oder „Lemma“ sind niemals Sortierkriterien (wohl aber „Fundamentalsatz“ oder „Hauptsatz“), der Satz vom abgeschlossenen Graphen findet sich demnach unter A.
Viele Ungleichungen genießen ebenfalls den Rang eines mathematischen Satzes, nur die wichtigsten sind hier vertreten, weitere finden sich in der Kategorie der Ungleichungen.

## 0–9
- 123-Theorem: Eine Abschätzung der Differenz unabhängiger, identisch verteilter Zufallsvariablen

## A
- Satz von Abel-Ruffini: eine allgemeine Polynomgleichung vom Grad fünf oder größer ist nicht durch Radikale auflösbar.
- Abelscher Grenzwertsatz: Satz zur Konvergenz einer Potenzreihe im Randpunkt des Konvergenzintervalls.
- Abelsches Lemma: Absolute und lokalgleichmäßige Konvergenz von Potenzreihen
- Abelsche partielle Summation: Umformung der Summe von Produkten
- Satz vom abgeschlossenen Bild: Bedingungen, unter denen das Bild eines stetigen, linearen Operators zwischen Banachräumen abgeschlossen ist
- Satz vom abgeschlossenen Graphen: Ein linearer Operator mit abgeschlossenem Graphen zwischen Banachräumen ist stetig
- Satz von Ado: Darstellbarkeit von Lie-Algebren als Matrizen
- Satz von Alexander: Jede Verschlingung ist Abschluss eines Zopfes.
- Satz von Alexander: Es genügt, Kompaktheit mit den Mengen einer Subbasis zu überprüfen.
- Torus-Satz von Alexander: Jeder differenzierbar in S3 eingebettete Torus berandet einen in S3 eingebetteten Volltorus.
- Zerlegungssatz von Alexandroff-Borsuk: Charakterisierung zerlegender Kompakta im euklidischen Raum
- Satz von Alexandroff-Urysohn: Jeder kompakte polnische Raum ist stetiges Bild des Cantor-Raums.
- Satz von Andersen-Jessen: Existenz von Maßen auf überabzählbaren Produkträumen.
- Satz von Anne: Über die Flächenzerlegung eines konvexen Vierecks, das kein Parallelogramm ist, durch einen Punkt auf der Newton-Geraden.
- Anosovs Schließungslemma: geschlossene Pseudo-Orbiten lassen sich durch periodische Orbiten approximieren.
- Einbettungssatz von Arens-Eells: Einbettbarkeit metrischer Räume in normierte Vektorräume
- Satz von Artin-Rees: Satz über Potenzen von Idealen und endlich erzeugten Moduln eines noetherschen Ringes.
- Satz von Artin-Wedderburn: Jeder halbeinfache Ring ist isomorph zu einem direkten Produkt von Matrizenringen über Schiefkörpern.
- Artinsches Reziprozitätsgesetz: Die Galoisgruppe einer abelschen Körpererweiterung ist Quotient einer Idealklassengruppe
- Satz von Arzelà-Ascoli: Kompaktheit in Räumen stetiger Funktionen
- Atiyah-Bott-Fixpunktsatz: Berechnung der Lefschetz-Zahl für Endomorphismen elliptischer Komplexe
- Satz von Atiyah-Jänich: Die K0-Gruppe eines Raums ist isomorph zur Gruppe der Homotopieklassen von Funktionen mit Werten in den Fredholmoperatoren.
- Atiyah-Singer-Indexsatz: Gleichheit von analytischem und topologischem Index bei elliptischen Differentialoperatoren auf kompakten Mannigfaltigkeiten
- Satz von Atkinson: Ein Operator {\displaystyle T} ist genau dann Fredholmoperator, wenn es einen Operator {\displaystyle S} gibt, so dass {\displaystyle 1-TS} und {\displaystyle 1-ST} kompakt sind.

- Satz von Apollonios: Beziehung zwischen Quadraten am Dreieck
- Lemma von Auerbach: Existenz einer Auerbach-Basis in endlichdimensionalen Räumen
- Satz vom ausgeschlossenen Dritten: ein Axiom oder Axiomenschema in der Logik
- Außenwinkelsatz: Außenwinkel in euklidischen Dreiecken

## B
- Satz von Babai: ein Satz über die Klasse aller endlichen, schlichten Graphen
- Satz von Baer-Epstein: Homotope Kurven auf Flächen sind isotop, homotope Homöomorphismen von Flächen sind isotop.
- Satz von Baire (Kategoriensatz): Abzählbare Durchschnitte offener, dichter Mengen in vollständigen Räumen sind dicht.
- Unmöglichkeitssatz von Balinski und Young: Ein Satz über Sitzzuteilungsverfahren
- Banachscher Abbildungssatz: Zu Funktionen {\displaystyle f\colon M\to N} und {\displaystyle g\colon N\to M} gibt es disjunkte Zerlegungen {\displaystyle M\!=\!M_{1}\!\cup \!M_{2}}, {\displaystyle N\!=\!N_{1}\!\cup \!N_{2}} mit {\displaystyle f(M_{1})\!=\!N_{1}} und {\displaystyle g(N_{2})\!=\!M_{2}}
- Satz von Banach-Alaoglu: Schwach-*-Kompaktheit der Einheitskugel im Dualraum
- Fixpunktsatz von Banach: Jede kontrahierende Abbildung auf einem nichtleeren vollständigen, metrischen Raum besitzt genau einen Fixpunkt.
- Satz von Banach-Dieudonné: Ein Unterraum im Dualraum eines Banachraums ist genau dann schwach-*-abgeschlossen, wenn seine Einheitskugel es ist.
- Satz von Banach-Mackey: Jede schwach-beschränkte Banachkugel in einem lokalkonvexen Raum ist stark-beschränkt.
- Satz von Banach-Mazur: Jeder separable Banachraum ist isometrisch isomorph zu einem Unterraum von {\displaystyle C([0,1])}.
- Satz von Banach-Steinhaus: Prinzip der gleichmäßigen Beschränktheit
- Satz von Banach-Stone: Charakterisierung kompakter Hausdorffräume durch ihre stetigen Funktionen.
- Satz von Barankin und Stein: Charakterisierung der lokal minimalen erwartungstreuen Schätzer.
- Satz von Baranyai: Der vollständige Hypergraph auf {\displaystyle n} Knoten, dessen Hyperkanten immer {\displaystyle m} Knoten verbinden, besitzt eine 1-Faktorisierung genau dann, wenn {\displaystyle m} ein Teiler von {\displaystyle n} ist.
- Sätze von Basu: Sätze über Beziehungen zwischen Suffizienz, Vollständigkeit und Verteilungsfreiheit in der Statistik
- Basisauswahlsatz: Jedes Erzeugendensystem eines Vektorraums enthält eine Basis.
- Satz von Bauer-Fike (numerische Mathematik): Liefert eine Abschätzung der Veränderung der Eigenwerte von Matrizen bezüglich Störungen
- Satz von Bayes: ermöglicht die Berechnung der bedingten Wahrscheinlichkeit {\displaystyle P(A|B)} aus {\displaystyle P(B|A)}.
- Satz von Beckman und Quarles: Geometrische Transformationen in {\displaystyle n}-dimensionalen Räumen, Charakterisierung von Isometrien
- Satz von Beker in der endlichen Geometrie: Die stark auflösbaren 3-Blockpläne sind genau die Hadamard 3-Blockpläne.
- Satz von Beltrami-Enneper: Zusammenhang zwischen Torsion und gaußscher Krümmung einer in einer Fläche verlaufenden Kurve.
- Satz von Bernoulli: Mehrere auf Mitglieder der Bernoulli-Familie zurückgehende Sätze
- Bernstein-Ungleichung (Stochastik): Obere Schranke für die Wahrscheinlichkeit, dass das arithmetische Mittel von Zufallsvariablen einen gegebenen Wert übertrifft
- Bernstein-Ungleichungen (Analysis): Obere Schranken für die Ableitung von Polynomen in einem abgeschlossenen Intervall
- Satz von Bernstein-von-Mises: Aussage der bayesschen Statistik
- Satz von Berry-Esseen: Satz über die Güte der Konvergenz im Zentralen Grenzwertsatz
- Bertrandsches Postulat: Für jede natürliche Zahl {\displaystyle n} gibt es eine Primzahl {\displaystyle p} mit {\displaystyle n<p\leq 2n}.
- Auswahlprinzip von Bessaga-Pelczynski: Zur Auswahl von Basisfolgen aus gewissen Folgen in Banachräumen
- Lemma von Bézout: Der {\displaystyle \operatorname {ggT} (a,b)} lässt sich als Linearkombination von {\displaystyle a} und {\displaystyle b} mit ganzzahligen Koeffizienten darstellen.
- Satz von Bézout: Zwei ebene Kurven vom Grad {\displaystyle d} bzw. {\displaystyle e} schneiden sich in {\displaystyle d\cdot e} Punkten (mit Vielfachheiten gezählt).
- Bieberbachsche Vermutung: Ein mittlerweile bewiesener Satz über Koeffizienten-Abschätzungen bestimmter holomorpher Funktionen
- Gleichung von Bienaymé: Die Varianz einer Summe unkorrelierter Zufallsvariablen ist gleich der Summe ihrer Varianzen.
- Bikommutantensatz: Eine Von-Neumann-Algebra stimmt mit ihrem doppelten Kommutanten überein.
- Satz von Binet-Cauchy: Berechnung der Determinante einer als Produkt gegebenen quadratischen Matrix
- Satz von Bing-Nagata-Smirnow: Satz über die Metrisierbarkeit topologischer Räume
- Bipolarensatz: Die Bipolare einer Menge ist gleich ihrer absolut-konvexen, schwach-abgeschlossenen Hülle.
- Darstellungssatz von Birkhoff: Jede Algebra ist isomorph zu einem subdirekten Produkt subdirekt irreduzibler Algebren desselben Typs.
- Satz von Birkhoff und von Neumann: Die Permutationsmatrizen sind genau die Extremalpunkte der doppelt-stochastischen Matrizen.
- Satz von Bishop-de Leeuw: Zur Darstellung von Punkten einer kompakten, konvexen Menge durch Wahrscheinlichkeitsmaße auf den Extremalpunkten.
- Erneuerungssatz von Blackwell: Ein Satz aus der Erneuerungstheorie über die asymptotisch erwartete Anzahl von Erneuerungen in einem Zeitintervall.
- Auswahlsatz von Blaschke. Der Raum der nichtleeren kompakten konvexen Teilmengen eines normierten Vektorraums ist bzgl. der Hausdorff-Metrik lokalkompakt.
- Konvergenzsatz von Blaschke: Hinreichende Bedingung zur kompakten Konvergenz einer Reihe holomorpher Funktionen auf dem Einheitskreis.
- Satz von Bloch: Ein Satz über Bildgebiete holomorpher Funktionen
- Blumenthalsches Null-Eins-Gesetz: Bei einem Wienerprozess mit Filtration {\displaystyle (F_{t})_{t}} hat ein Ereignis aus {\displaystyle F_{0}^{+}} die Wahrscheinlichkeit 0 oder 1.
- Satz von Bochner: Eine stetige Funktion ist genau dann charakteristische Funktion eines Wahrscheinlichkeitsmaßes, wenn sie positiv semidefinit ist mit Wert 1 an der Stelle 0.
- Satz von Bohr-Mollerup: Charakterisierung der Gammafunktion mittels logarithmischer Konvexität
- Satz von Bolyai-Gerwien: Ebene Polygone gleichen Flächeninhalts können in endlich viele kongruente Dreiecke zerlegt werden.
- Bonsesche Ungleichung: das Quadrat einer Primzahl ist kleiner ist als das Produkt aller kleineren Primzahlen
- Satz von Bolzano-Weierstraß: Jede beschränkte reelle Zahlenfolge enthält mindestens eine konvergente Teilfolge.
- Satz von Bonnet-Myers: Jede vollständige, zusammenhängende Riemann’sche Mannigfaltigkeit mit „nach unten beschränktem Ricci-Tensor“ ist kompakt mit endlicher Fundamentalgruppe.
- Lemma von Borel-Cantelli: Satz aus der Wahrscheinlichkeitstheorie über den Limes Superior von Ereignissen
- Satz von Borsuk-Ulam: Satz über stetige Funktionen auf der {\displaystyle n}-Sphäre (Antipodalpunkte)
- Satz von Bose: Der Satz formuliert notwendige Bedingungen für die Existenz eines Blockplans mit Parallelismus. Für diesen Fall verschärft der Satz die Ungleichung von Fisher.
- Satz von Brahmagupta: Satz über Streckenverhältnisse in bestimmten Sehnenvierecken
- Lemma von Bramble-Hilbert: Abschätzung des Fehlers bei einer Approximation durch Polynome in Sobolewräumen
- Satz von Brauer-Hasse-Noether: Eine zentrale einfache Algebra über einem Zahlkörper, die über jeder lokalen Vervollständigung eine Matrixalgebra ist, ist selbst eine Matrixalgebra.
- Satz von Brauer-Suzuki: Ein Kriterium dafür, dass das Zentrum der Gruppe die Ordnung 2 hat.
- Satz von Brianchon: Satz über den Diagonalenschnittpunkt eines Sechsecks, das einem Kegelschnitt umschrieben ist
- Satz von der britischen Flagge: Verallgemeinerung des Satzes von Pythagoras
- Satz von Brooks: Die Knotenfärbungszahl eines zusammenhängenden Graphen, der weder vollständig noch ein Kreis ungerader Länge ist, ist höchstens so hoch wie der Maximalgrad des Graphen.
- Fixpunktsatz von Brouwer: Jede stetige Abbildung der {\displaystyle n}-dimensionalen Vollkugel in die {\displaystyle n}-dimensionale Vollkugel hat einen Fixpunkt.
- Satz von Bruck-Ryser-Chowla: Notwendige Bedingung zur Existenz gewisser Blockpläne.
- Brunn-Minkowski-Ungleichung: Zusammenhang zwischen dem Lebesgue-Maß zweier Mengen und dem Lebesgue-Maß ihrer Minkowski-Summe.
- Satz von Büchi: Die MSO-definierbaren Sprachen sind genau die regulären Sprachen.
- Satz von Burnside: Endliche Gruppen der Ordnung paqb sind auflösbar.
- Büschelsatz: Charakterisierung ovoidaler Möbiusebenen

## C
- Lemma von Calderón-Zygmund: Zerlegung integrierbarer Funktionen.
- Satz von Cantelli: Hinreichende Bedingungen, unter denen das starke Gesetz der großen Zahlen gilt.
- Satz von Cantor: Eine Menge hat stets eine kleinere Mächtigkeit als ihre Potenzmenge.
- Satz von Cantor-Bendixson: Satz über Ableitungen von Mengen in topologischen Räumen
- Satz von Cantor-Bernstein-Schröder: Ist eine Menge {\displaystyle A} höchstens gleichmächtig zu einer Menge {\displaystyle B} und {\displaystyle B} höchstens gleichmächtig zu {\displaystyle A,} dann sind {\displaystyle A} und {\displaystyle B} gleichmächtig.
- Sechsecksatz von Catalan: Charakterisierung von Sechsecken mit auf einem Kreis liegenden Ecken
- Fortsetzungssatz von Carathéodory: Fortsetzung konformer Abbildungen auf den Rand einfach zusammenhängender, offener, Jordan-berandeter Mengen.
- Maßerweiterungssatz von Carathéodory: Fortsetzung von Maßen auf Mengenringen zu Maßen auf σ-Algebren
- Satz von Carmichael: Bedingungen für einen multiplikativen Kongruenzgenerator mit maximaler Periodenlänge.
- Satz von Carnot: Satz über In- und Umkreisradius eines Dreiecks
- Satz von Carnot: Satz über Lote auf dreiecksseiten
- Satz von Carnot: Beziehung zwischen Kegelschnitten und Dreiecken
- Satz von Cartan: Abgeschlossene Untergruppen von Lie-Gruppen
- Satz von Cartan-Ambrose-Hicks: Riemannsche Metriken sind lokal durch den riemannschen Krümmungstensor bestimmt.
- Satz von Cartan-Hadamard: Die Exponentialabbildung über einer vollständigen riemannschen Mannigfaltigkeit nichtpositiver Schnittkrümmung ist eine Überlagerung.
- Cartan-Kriterium: Kriterien für Auflösbarkeit und Halbeinfachheit von Lie-Algebren
- Satz von Casey: Geometrischer Satz über Tangentenabschnitte von vier Kreisen in einer bestimmten Konfiguration
- Catalansche Vermutung: Mittlerweile bewiesene zahlentheoretische Aussage über Potenzen mit Differenz 1.
- Satz von Cauchy (Geometrie): Satz über Flächeninhalte von Projektionen konvexer Mengen
- Satz von Cauchy (Gruppentheorie): Eine endliche Gruppe enthält zu jedem Primteiler {\displaystyle p} ihrer Ordnung ein Element dieser Ordnung {\displaystyle p}
- Cauchyscher Grenzwertsatz: Satz über die Konvergenz des arithmetischen Mittels einer konvergenten Folge
- Cauchysche Integralformel: Grundlegende Integraldarstellung holomorpher Funktionen
- Cauchyscher Integralsatz: Satz über das Verschwinden von Integralen holomorpher Funktionen über geschlossenen Wegen
- Cauchyscher Mittelwertsatz (auch Mittelwertsatz der Integralrechnung)
- Cauchy-Produktformel: Das Produkt absolut-konvergenter Reihen ist wieder absolut-konvergent.
- Satz von Cauchy-Hadamard: Formel zur Bestimmung des Konvergenzradius einer Reihe
- Satz von Cauchy-Kowalewskaja: Existenz- und Eindeutigkeitssatz für das Cauchy-Problem mit analytischen Daten.
- Cauchy-Schwarzsche Ungleichung: Der Betrag des Skalarproduktes zweier Vektoren ist höchstens so groß wie das Produkt ihrer Normen.
- Cayley-Formel: Es gibt {\displaystyle n^{n-2}} verschiedene bezeichnete Bäume mit {\displaystyle n} Knoten.
- Satz von Cayley: Jede Gruppe ist isomorph zu einer Gruppe von Permutationen.
- Satz von Cayley-Bacharach: Eine kubische Kurve, die durch acht von neun Schnittpunkten zweier weiterer kubischer Kurven geht, enthält auch den neunten Punkt; sowie Verallgemeinerungen auf Kurven höherer Ordnung.
- Satz von Cayley-Hamilton: Jede quadratische Matrix ist Nullstelle ihres charakteristischen Polynoms.
- Prinzip von Cavalieri: Satz über Volumina von Körpern
- Lemma von Céa: Fehlerschätzung von Finite-Elemente-Näherungen von elliptischen partiellen Differentialgleichungen
- Satz von Ceva: Formel über die Teilverhältnisse von Dreiecksseiten, wenn sich drei Ecktransversalen in einem Punkt schneiden
- Endlichkeitssatz von Cheeger: Es gibt endlich viele Diffeomorphietypen riemannscher Mannigfaltigkeiten zu gegebenen Durchmesser-, Volumen- und Krümmungsschranken.
- Kompaktheitssatz von Cheeger-Gromov: Konvergenz Riemannscher Mannigfaltigkeiten
- Satz von Cheeger-Müller: Gleichheit von Reidemeister-Torsion und analytischer Torsion
- Satz von Chen: Jede hinreichend große gerade Zahl kann als Summe einer Primzahl und einer Zahl mit höchstens zwei Primfaktoren geschrieben werden.
- Chernoff-Ungleichung: obere Schranke für die Wahrscheinlichkeit, dass eine Sequenz unabhängiger Bernoulli-Experimente von ihrer erwarteten Anzahl an Erfolgen abweicht
- Chinesischer Restsatz: Satz über simultane Kongruenzen ganzer Zahlen
- Satz von Choquet: Zur Darstellung von Punkten einer metrisierbaren, kompakten, konvexen Menge durch Wahrscheinlichkeitsmaße auf den Extremalpunkten.
- Satz von Church-Rosser: Im Lambda-Kalkül gibt es zu zwei äquivalenten Termen immer einen Term, auf den beide reduziert werden können.
- Satz von Chvátal: Lösung zum geometrischen Problem der Museumswächter
- Satz von Clairaut: Satz über geodätische Kurven auf Rotationsflächen
- Satz von Clarkson: {\displaystyle L^{p}}-Räume mit {\displaystyle 1<p<\infty } sind gleichmäßig konvex.
- Satz von Clifford: Satz der Elementargeometrie zu einem gemeinsamen Schnittpunkt von Kreisen an Dreiecken
- Satz von Cochran: Satz aus der Varianzanalyse
- Sätze von Cohen-Seidenberg: Going up und Going down, zwei Sätze über Primidealketten in Ringerweiterungen.
- Satz von Commandino: Die vier Mittellinien eines Tetraeders schneiden sich im Schwerpunkt.
- Satz von Cook: Das Erfüllbarkeitsproblem der Aussagenlogik ist NP-vollständig.
- Lemma von Corrádi: Aussagen über die notwendige Anzahl von Knoten eines Hypergraphen, wenn Hyperkanten eine vorgegebene Anzahl von Knoten gemeinsam haben sollen.
- Satz von Courant-Fischer: Variationelle Charakterisierung der Eigenwerte einer symmetrischen oder hermiteschen Matrix.
- Craig-Interpolation: Ein Satz der Logik über die Ableitbarkeit von Theoremen
- Cramersche Regel: Formel zur Berechnung der Lösung eines eindeutig lösbaren, linearen Gleichungssystems mittels Determinanten.
- Satz von Cramér: Satz über die Normalverteilung von Summanden.
- Satz von Cramér: Satz über die Konvergenz identisch verteilter Zufallsvariablen.
- Satz von Cramér-Wold: ein Borelmaß auf dem {\displaystyle \mathbb {R} ^{n}} ist durch seine eindimensionalen Projektionen eindeutig bestimmt.

## D
- Darstellungssatz für Boolesche Algebren: Jede Boolesche Algebra ist isomorph zu einer Mengenalgebra.
- Darstellungssatz: Zerlegung von Wahrscheinlichkeitsmaßen in absolutstetigen, singulärstetigen und diskreten Anteil.
- Isomorphiesatz von Dedekind: Je zwei Peano-Systeme sind isomorph.
- Modulares Gesetz von Dedekind: Für Untergruppen einer Gruppe gilt {\displaystyle K(H\cap L)=(KH)\cap L}, falls {\displaystyle K\leq L}.
- Unabhängigkeitssatz von Dedekind: Paarweise verschiedene Homomorphismen mit Werten in einem Körper sind linear unabhängig.
- Δ-Lemma: Jede überabzählbare Familie endlicher Mengen enthält ein überabzählbares Δ-System (kombinatorische Mengenlehre).
- Satz von Dembowski-Wagner: Kriterien, unter denen ein symmetrischer Blockplan ein projektiver Raum ist
- Satz von Denjoy: Zusammenhangseigenschaft der reellen Zahlengerade
- Satz von Desargues bezeichnet einen historischen Schließungssatz, der aus heutiger Sicht affine und projektive Ebenen charakterisiert, die sich als affine und projektive Ebenen eines zweidimensionalen Vektorraums über einem Schiefkörper beschreiben lassen.
- Vier-Kreise-Satz von Descartes: Beziehung zwischen vier Kreisen, die sich berühren
- Vorzeichenregel von Descartes: Die Anzahl aller positiven Nullstellen eines reellen Polynoms ist gleich der Zahl der Vorzeichenwechsel seiner Koeffizientenfolge oder um eine gerade natürliche Zahl kleiner als diese.
- Determinantenproduktsatz: Die Determinante des Produkts zweier Matrizen ist gleich dem Produkt der Determinanten.
- Satz von Diaconescu-Goodman-Myhill: Aus dem Auswahlaxiom folgt der Satz vom ausgeschlossenen Dritten.
- Diagonalensatz: Charakterisierung von Parallelogrammen
- Satz von Dilworth: Über die Mächtigkeit größter Antiketten und Kettenzerlegungen halbgeordneter Mengen
- Satz von der Dimensionsinvarianz: Offene Teilmengen von {\displaystyle \mathbb {R} ^{n}} und {\displaystyle \mathbb {R} ^{m}} sind für {\displaystyle n\neq m} nicht homöomorph.
- Satz von Dini: Jede punktweise gegen eine stetige Funktion konvergierende, monotone Folge stetiger, reeller Funktionen auf einem kompakten Raum konvergiert gleichmäßig.
- Satz des Dinostratos: Zur Quadratur des Kreises mittels der Quadratrix des Hippias.
- Dirichletscher Approximationssatz: Zu jedem {\displaystyle \alpha \in \mathbb {R} } und {\displaystyle N\in \mathbb {N} } gibt es {\displaystyle q\in \mathbb {N} ,1\leq q\leq N} und {\displaystyle p\in \mathbb {Z} } mit {\displaystyle \left|q\alpha -p\right|\leq 1/(N+1)}.
- Dirichletscher Einheitensatz: Beschreibung der Struktur der Einheitengruppe des Ganzheitsringes eines algebraischen Zahlkörpers
- Dirichletscher Primzahlsatz: Es gibt unendlich viele Primzahlen, die kongruent zu {\displaystyle a} modulo {\displaystyle m} (jeweils natürliche Zahlen, {\displaystyle a} teilerfremd zu {\displaystyle m}) sind.
- Approximationssatz von Dixmier: Die abgeschlossene, konvexe Hülle der unitär-konjugierten eines Elements einer Von-Neumann-Algebra schneidet das Zentrum.
- Satz von Donsker: Konvergenzsatz aus der Stochastik.
- Doob-Dynkin-Lemma: Ein Satz über den funktionalen Zusammenhang zweier Zufallsgrößen.
- Doob-Zerlegung: Jeder adaptierte, integrierbare, stochastische Prozess ist Summe aus einem Martingal und einem vorhersagbaren Prozess.
- Drei-Untergruppen-Lemma: Aus [A,B,C]=[C,B,A]=1 folgt [B,C,A]=1 für Untergruppen A,B,C einer Gruppe.
- Drei-Quadrate-Satz: Eine natürliche Zahl ist genau dann Summe dreier Quadrate, wenn sie nicht von der Form {\displaystyle 4^{a}(8b+7)} ist.
- Fortsetzungssatz von Dugundji: Fortsetzung stetiger, lokalkonvex-wertiger Funktionen in metrischen Räumen.
- Satz von Dushnik-Miller: Jede teilweise Ordnung ist der Durchschnitt von linearen Ordnungen.
- Satz von Dvoretzky: Jeder Hilbertraum ist in jedem unendlichdimensionalen Banachraum endlich präsentierbar.
- Satz von Dvoretzky-Rogers: Existenz unbedingt konvergenter Reihen, die nicht absolut konvergieren, in unendlichdimensionalen Banachräumen.
- Dynkinscher π-λ-Satz: Zusammenhang zwischen erzeugtem Dynkin-System und erzeugter σ-Algebra.

## E
- Satz von Easton: Ein Satz über Werte der Kontinuumsfunktion für reguläre Kardinalzahlen.
- Satz von Eberlein-Šmulian: Für schwach-abgeschlossene Teilmengen eines Banachraums fallen die Begriffe kompakt und folgenkompakt zusammen.
- Satz von Effros-Handelman-Shen: Jede kommutative, unperforierte, skalierte Gruppe mit der Rieszschen Zerlegungseigenschaft tritt als {\displaystyle K_{0}}-Gruppe einer AF-C*-Algebra auf.
- Satz von Ehresmann: Surjektive, eigentliche Submersionen sind Faserbündel.
- Eilenberg-Steenrod-Eindeutigkeitssatz: Ist eine natürliche Transformation zweier Homologietheorien ein Isomorphismus auf allen Sphären, so auch auf allen endlichen CW-Komplexen.
- Satz von Eilenberg-Zilber: Der singuläre Kettenkomplex des Produktes zweier Räume ist homotopieäquivalent zum Tensorprodukt der singulären Kettenkomplexe der Räume.
- Einschließungsregel: Liegt eine Folge {\displaystyle a_{n}} zwischen zwei Folgen, die gegen denselben Grenzwert streben, so konvergiert auch {\displaystyle a_{n}} gegen diesen Grenzwert.
- Einschnürungssatz: Liegt eine Funktion {\displaystyle f} zwischen zwei Funktionen, die gegen denselben Grenzwert streben, so konvergiert auch {\displaystyle f} gegen diesen Grenzwert.
- Eisensteinkriterium: Kriterium für die Irreduzibilität von Polynomen
- Elementarteilersatz: Struktursatz für endlich erzeugte Moduln über einem Hauptidealring.
- Satz von Engel: Charakterisierung nilpotenter Lie-Algebren
- Satz von Erdős (Mengenlehre): Verallgemeinerung des Zerlegungssatzes von Sierpiński
- Satz von Erdős (Zahlentheorie): Gegenbeispiele zur Vermutung von Polignac
- Satz von Erdős-Kac: Die Anzahl der verschiedenen Primfaktoren einer zufällig aus {\displaystyle \{1,\ldots ,N\}} gezogenen Zahl ist für große {\displaystyle N\in \mathbb {N} } annähernd normalverteilt.
- Satz von Erdős-Ko-Rado: Der Satz gibt eine obere Grenze für die Mächtigkeit einer {\displaystyle k}-Schnittfamilie in einer {\displaystyle N}-Menge an.
- Satz von Erdős-Rado: Ein Satz über Partitionseigenschaften unendlicher Kardinalzahlen
- Satz von Erdős-Selfridge: Ein Produkt aufeinanderfolgender natürlicher Zahlen ist niemals eine echte Potenz in natürlichen Zahlen.
- Satz von den Ergänzungsparallelogrammen: Wird ein Parallelogramm durch einen Diagonalenpunkt in vier Teilparallelogramme unterteilt, dann sind zwei von ihnen ergänzungsgleich.
- Individueller Ergodensatz: Die gemittelten Potenzen maßerhaltender Transformationen einer integrierbaren Funktion konvergieren fast sicher punktweise gegen den bedingten Erwartungswert.
- {\displaystyle {\mathcal {L}}^{p}}-Ergodensatz: Die gemittelten Potenzen maßerhaltender Transformationen einer p-integrierbaren Funktion konvergieren im p-ten Mittel gegen den bedingten Erwartungswert.
- Ergodensatz: Sammelbegriff für mehrere Aussagen der Ergodentheorie.
- Erster Isomorphiesatz: {\displaystyle H} Untergruppe, {\displaystyle N} Normalteiler, dann gilt {\displaystyle H/(H\cap N)\cong HN/N.}
- Satz von van Est: Stetige Kohomologie von Lie-Gruppen
- Lemma von Euklid: Teilt eine Primzahl ein Produkt natürlicher Zahlen, so auch einen der Faktoren.
- Satz des Euklid: Es gibt unendlich viele Primzahlen.
- Satz von Euler (auch Satz von Euler-Fermat genannt): Verallgemeinerung des kleinen Fermatschen Satzes: {\displaystyle a^{\varphi (n)}\equiv 1\,(\mathrm {mod} \,n)}
- Satz von Euler (Geometrie): Formel für die Entfernung {\displaystyle d} der Mittelpunkte von Umkreis und Inkreis eines Dreiecks
- Satz von Euler (Primzahlen): Summation der Kehrwerte der Primzahlen
- Satz von Euler (Vierecksgeometrie): Seitenlängen und Diagonalen eines Vierecks
- Euler-Hierholzer-Satz: Ein zusammenhängender Graph ist genau dann ein Eulerscher Graph, wenn er nur Ecken gerader Ordnung hat.
- Eulerscher Polyedersatz: Für ein dreidimensionales Polyeder gilt: Ecken - Kanten + Flächen = 2.

## F
- Satz von Fagin: Die Menge aller mit Hilfe der existentiellen Prädikatenlogik zweiter Stufe beschreibbaren Sätze ist die Komplexitätsklasse NP.
- Fahnensatz: Charakterisierung trigonalisierbarer Matrizen
- Lemma von Farkas: Ein Dualitätslemma zur Lösbarkeit linearer Ungleichungssysteme
- Lemma von Fatou: Satz über das Lebesgue-Integral eines Limes inferior einer Funktionenfolge
- Satz von Feit-Thompson: Jede Gruppe ungerade Ordnung ist auflösbar.
- Satz von Fejér: Satz über die Konvergenz des arithmetischen Mittels der Partialsummen einer Fourierreihe
- Satz von Feller: Schluss von der Gültigkeit des zentralen Grenzwertsatzes zur Lindeberg-Bedingung
- Kleiner fermatscher Satz: Für jede ganze Zahl {\displaystyle a} und jede Primzahl {\displaystyle p} ist {\displaystyle a^{p}\equiv a\,(\mathrm {mod} \,p)}.
- Satz von Fermat-Wiles-Taylor, auch Großer fermatscher Satz oder Fermats Letzter Satz: Für {\displaystyle n>2} gibt es keine natürlichen Zahlen {\displaystyle a,b,c>0} mit {\displaystyle a^{n}+b^{n}=c^{n}}
- Fermatscher Polygonalzahlensatz: Darstellung einer natürlichen Zahl als Summe von Polygonalzahlen
- Fermatscher Primzahlensatz: Eine Primzahl {\displaystyle p>2} ist genau dann die Summe zweier Quadrate, wenn sie die Form {\displaystyle p=4n+1} hat.
- Satz von de Finetti: Darstellung austauschbarer Familien von Zufallsvariablen
- Satz von Finsler-Hadwiger: Beschreibt Eigenschaften von zwei Quadraten mit einem gemeinsamen Eckpunkt.
- Satz von Fischer-Riesz: Jeder Hilbertraum ist isometrisch isomorph zu einem {\displaystyle \ell ^{2}}-Raum.
- Satz von Fitting: Das Komplexprodukt zweier nilpotenter Normalteiler ist wieder ein nilpotenter Normalteiler.
- Fixpunktsatz: Liste von Fixpunktsätzen
- Fixpunktsatz für ganze Funktionen: Existenz von Fixpunkten für Verkettungen ganzer Funktionen
- Satz von Floquet: über die Struktur der Fundamentalmatrizen eines homogenen linearen gewöhnlichen Differentialgleichungssystems mit periodischer Koeffizientenmatrix
- Satz von Fodor: Regressive Funktionen auf stationären Mengen müssen auf einer stationären Teilmenge konstant sein.
- Satz von Fraïssé: Charakterisierung der elementaren Äquivalenz bei endlicher Symbolmenge
- Lemma von Frank: Ungleichung über die Beziehung von Maxima und Integralen von endlichen Familien von Zufallsvariablen.
- Darstellungssatz von Fréchet-Riesz: Darstellung des Dualraumes eines Hilbertraumes über das Skalarprodukt.
- Freudenthalscher Einhängungssatz: Satz über Fundamentalgruppen von Einhängungen zusammenhängender CW-Komplexe
- Freundschaftssatz: In einem Raum, in dem je zwei Personen genau einen gemeinsamen Freund haben, gibt es eine Person, die mit allen befreundet ist.
- Satz von Friedberg und Muchnik: Es gibt rekursiv aufzählbare Turinggrade zwischen {\displaystyle \mathbf {0} } und {\displaystyle \mathbf {0} '}.
- Satz von Friedlander-Iwaniec: Es gibt unendlich viele Primzahlen der Form {\displaystyle \textstyle a^{2}+b^{4},\,a,b\in \mathbb {N} }.
- Satz von Frobenius: Existenz von tangentialen {\displaystyle k}-dimensionalen Blätterungen zu {\displaystyle k}-dimensionalen Distributionen
- Satz von Frucht: Jede Gruppe ist isomorph zur Automorphismengruppe eines Graphen.
- Satz von Fubini: Rückführung von mehrdimensionalen Integralen auf eindimensionale Integrale
- Satz von Fueter-Pólya: Die Cantor-Polynome sind die einzigen quadratischen, reellen Polynome, die eine Bijektion {\displaystyle \mathbb {N} ^{2}\rightarrow \mathbb {N} } vermitteln.
- Fundamentallemma der homologischen Algebra: Lemma zur Fortsetzbarkeit von Kettenhomomorphismen
- Fundamentalsatz der Algebra: Über den komplexen Zahlen hat jedes Polynom {\displaystyle n}-ten Grades {\displaystyle n} Nullstellen (mit Vielfachheiten gezählt).
- Fundamentalsatz der Analysis: Die Ableitung der Integralfunktion einer Funktion ist die Funktion selbst.
- Fundamentalsatz der Arithmetik: Jede natürliche Zahl größer als eins besitzt eine Primfaktorzerlegung, welche bis auf die Reihenfolge der Faktoren eindeutig ist.
- Fundamentalsatz der Variationsrechnung: Existenz von Minima von reellwertigen Funktionalen.
- Fünfecksatz: Ein räumliches Fünfeck mit lauter gleich großen Winkeln und Seiten ist notwendigerweise ein ebenes geometrisches Gebilde.
- Fünferlemma: Lemma aus der homologischen Algebra (Diagrammjagd)
- Fünf-Farben-Satz: Jede Landkarte kann mit fünf Farben so gefärbt werden kann, dass keine zwei Länder mit derselben Farbe aneinandergrenzen.
- Furstenbergs x2x3-Theorem: Die Orbits der irrationalen Zahlen unter einem dynamischen System liegen dicht.
- Satz von Fuss: Übertragung des Satzes von Euler für Dreiecke auf Sehnentangentenvierecke (Formel für den Abstand der Mittelpunkte von Umkreis und Inkreis)
- Satz vom Fußball: Wird eine Kugel im dreidimensionalen Raum beliebig oft am Platz gedreht, dann gibt es auf der Kugeloberfläche mindestens zwei Fixpunkte.

## G
- Satz von Gaifman: Ist {\displaystyle \sigma } eine endliche relationale Signatur, so ist jeder {\displaystyle L_{I}^{\sigma }}-Satz in endlichen Modellen logisch äquivalent zu einem lokalen Satz.
- Hauptsatz der Galoistheorie: Beziehungen zwischen Untergruppen der Galoisgruppe und den Zwischenkörpern von Körpererweiterungen
- Satz von Gantmacher: Ein linearer Operator zwischen Banachräumen ist genau dann schwach-kompakt, wenn sein adjungierter Operator schwach-kompakt ist.
- Lemma von Gauß: Der Inhalt von Polynomen in faktoriellen Ringen verhält sich multiplikativ.
- Lemma von Gauß: Polynomringe über faktoriellen Ringen sind wieder faktoriell.
- Satz von Gauß-Bonnet: Beziehung zwischen Krümmung und Euler-Charakteristik einer kompakten, orientierbaren, zweidimensionalen riemannschen Mannigfaltigkeit
- Gaußscher Integralsatz (Divergenzsatz oder Satz von Gauß-Ostrogradski): Das Oberflächenintegral einer Vektorfunktion ist gleich dem Volumenintegral der Divergenz.
- Satz von Gauß-Lucas: Die Nullstellen der Ableitung eines Polynoms liegen in der konvexen Hülle der Nullstellen des Polynoms.
- Satz von Gauß-Markow: Der Kleinste-Quadrate-Schätzer ist ein minimalvarianter linearer erwartungstreuer Schätzer.
- Satz von Gelfand-Mazur: Eine {\displaystyle \mathbb {C} }-Banachalgebra, die ein Schiefkörper ist, ist isomorph zu {\displaystyle \mathbb {C} }.
- Satz von Gelfand-Neumark: Zwei Darstellungssätze für C*-Algebren, kommutativer und allgemeiner Fall
- Satz von Gelfond-Schneider: {\displaystyle \alpha } und {\displaystyle \beta } seien algebraische Zahlen mit {\displaystyle \alpha \neq 0}, {\displaystyle \alpha \neq 1}, {\displaystyle \beta } sei nicht rational. Dann ist {\displaystyle \alpha ^{\beta }} transzendent.
- Gentzenscher Hauptsatz (auch Schnittsatz): Die Schnittregel in Sequenzenkalkülen ist redundant.
- Satz von Gershgorin: Abschätzung des Betrages von Polynomnullstellen in Abhängigkeit von den Koeffizienten
- Starkes Gesetz der großen Zahlen: Fast sichere Konvergenz des arithmetischen Mittels gegen den Erwartungswert.
- Schwaches Gesetz der großen Zahlen: Stochastische Konvergenz des arithmetischen Mittels gegen den Erwartungswert.
- Gesetz der großen Zahlen: vereint schwaches und starkes Gesetz der großen Zahlen
- Satz von Girsanow: Transformation von stochastischen Prozessen in einen standardisierten Wiener-Prozess.
- Satz von Gleason: Eine endliche projektive Ebene, in der die Diagonalpunkte jedes beliebigen vollständigen Vierecks kollinear sind, ist desarguessch.
- Satz von Gleason-Kahane-Żelazko: Eine Charakterisierung der multiplikativen Funktionale auf einer komplexen Banachalgebra.
- Satz von Gliwenko-Cantelli (Fundamentalsatz der Statistik): Konvergenz der empirischen Verteilungsfunktion nach Wahrscheinlichkeit.
- Satz vom Gnomon: Flächengleichheit bestimmter Parallelogramme
- Gödelscher Unvollständigkeitssatz: Jedes hinreichend mächtige formale System ist entweder widersprüchlich oder unvollständig.
- Gödelscher Vollständigkeitssatz: Für die Logik erster Stufe sind syntaktische und semantische Folgerung gleichbedeutend.
- Satz von Goldstine: Die Einheitskugel eines Banachraums liegt schwach-*-dicht in der Einheitskugel des Bidualraums.
- Satz von Goodstein: Bestimmte Folgen natürlicher Zahlen werden schließlich 0 (unabhängig von Peano-Arithmetik).
- Lemma von Goursat: Vorbereitendes Lemma zum Cauchyschen Integralsatz, Version des Integralsatzes für Dreiecke
- Satz von Green: Zusammenhang zwischen Flächen- und Kurvenintegral.
- Gronwall-Lemma: Aus einer impliziten Integralungleichung wird auf eine explizite Ungleichung geschlossen.
- Satz von Grötzsch (Funktionentheorie): Die affine Abbildung zwischen zwei Rechtecken ist die quasikonfomre Abbildung minimaler Dilatation.
- Satz von Grötzsch (Graphentheorie): Ein dreiecksfreier planarer Graph kann mit drei Farben gefärbt werden.
- Satz von de Gua: Räumliches Analogon zum Satz des Pythagoras

## H
- Dreikreisesatz von Hadamard: Abschätzung von Maximalwerten holomorpher Funktionen auf drei konzentrischen Kreisen
- Lückensatz von Hadamard: Hadamardsche Lückenreihen sind außerhalb des Konvergenzkreises nirgends analytisch fortsetzbar.
- Satz von Hahn-Banach: Stetige lineare Funktionale auf Teilräumen von lokalkonvexen Räumen lassen sich auf den ganzen Raum ausdehnen.
- Satz von Hales-Jewett: Ramseytheorie
- Satz von Halmos-Savage: Existenz von suffizienten σ-Algebren unter dominierten Verteilungsklassen.
- Satz von Hamilton: Eine kompakte, einfach zusammenhängende, 3-dimensionale, riemannsche Mannigfaltigkeit strikt positiver Ricci-Krümmung ist diffeomorph zur 3-Sphäre.
- Handschlaglemma: Die Summe der Grade aller Knoten eines Graphen ist gleich dem Doppelten seiner Kantenzahl.
- Satz von Hanner: Ein von endlich vielen offenen, absoluten Umgebungsretrakten überdeckter topologischer Raum ist wieder ein absoluter Umgebungsretrakt.
- Satz von Harcourt: Beziehung zwischen dem Flächeninhalt eines Dreiecks und den Abständen der Eckpunkte von einer Inkreistangente
- Taubersatz von Hardy-Littlewood: Ein Satz über das asymptotische Verhalten der Koeffizientensumme einer Potenzreihe.
- Satz von Hardy und Ramanujan: Die Anzahl der Primfaktoren von {\displaystyle n} hat die normale Größe {\displaystyle \log(\log(n))}.
- Harnacksches Prinzip: Satz von Axel Harnack über das Konvergenzverhalten monoton wachsender Folgen harmonischer Funktionen.
- Satz von Hartman-Grobman: Ein dynamisches Systems verhält sich in der Umgebung eines hyperbolischen Fixpunkts wie das um diesen Punkt linearisierte System.
- Satz von Hartman-Wintner: Gesetz des iterierten Logarithmus für u.i.v. Zufallsvariablen
- Lemma von Hartogs: Fortsetzung einer in einer Umgebung des Randes eines Polyzylinders definierten holomorphen Funktion in den ganzen Polyzylinder.
- Kontinuitätssatz von Hartogs: Satz über die Fortsetzung holomorpher Funktionen (Verallgemeinerung des Lemmas von Hartogs)
- Satz von Hartogs (Funktionentheorie): Komponentenweise holomorphe Funktionen sind holomorph.
- Satz von Hartogs (Mengenlehre): Zu jeder wohlgeordneten Menge gibt es eine wohlgeordnete Menge größerer Mächtigkeit.
- Satz von Hasse-Minkowski: Zahlentheorie: Lokal-Global-Prinzip für quadratische Formen
- Hauptsatz der Differential- und Integralrechnung: Die Ableitung der Stammfunktion einer Funktion ist die Funktion selbst.
- Hauptsatz der lokalen Kurventheorie: Existenz von Kurven zu vorgegebenen Frenet-Krümmungen
- Hauptsatz der projektiven Geometrie: In jeder papposschen projektiven Ebene ist eine projektive Zuordnung zwischen Geraden durch drei Punkt-Bildpunktpaare eindeutig bestimmt.
- Hauptsatz der riemannschen Geometrie: Existenzsatz zum Levi-Civita-Zusammenhang
- Hauptsatz über endlich erzeugte abelsche Gruppen: Jede endlich erzeugte, abelsche Gruppe ist isomorph zu einem endlichen direkten Produkt zyklischer Gruppen.
- Gδ-Satz von Hausdorff: Vollständige Metrisierbarkeit von {\displaystyle G_{\delta }}-Mengen
- Hausdorffs Maximalkettensatz: Eine zum Auswahlaxiom äquivalente Aussage
- Satz von Heine: Ist eine Funktion in einem abgeschlossenen Intervall stetig, dann ist sie dort sogar gleichmäßig stetig.
- Satz von Heine-Borel: Die kompakten Teilmengen von {\displaystyle \mathbb {R} ^{n}} sind genau die beschränkten und abgeschlossenen Teilmengen.
- Heiratssatz (auch Satz von Hall): Ein Satz aus der Graphentheorie zur Existenz von Paarungen in bipartiten Graphen
- Satz von Hellinger-Toeplitz: Auf einem Hilbertraum überall definierte symmetrische Operatoren sind stetig.
- Satz von Helly: Der Durchschnitt einer endlichen Familie konvexer Mengen im {\displaystyle \mathbb {R} ^{n}} ist genau dann nicht-leer, wenn der Durchschnitt von je n+1 Mengen nicht-leer ist.
- Auswahlsatz von Helly: Existenz vage konvergenter Teilfolgen von beschränkten Folgen von Maßen und Verteilungsfunktionen.
- Satz von Helly-Bray: Aus der schwachen/vagen Konvergenz von Verteilungsfunktionen folgt die schwache/vage Konvergenz von Maßen.
- Helmholtz-Theorem: Beschreibung von {\displaystyle L^{p}}-Räumen als direkte Summe von divergenzfreien Funktionen und Gradientenfeldern
- Satz von Henkin: Satz über Modelleigenschaften der Terminterpretation
- Henselsches Lemma: Satz über die Faktorisierung von Polynomen
- Satz von Herbrand: Satz über die Prüfung der Unerfüllbarkeit gewisser logischer Formeln
- Satz des Heron: Berechnung der Dreiecksfläche aus den Seitenlängen
- Satz von Hessenberg (Geometrie): In jeder projektiven Ebene folgt aus dem Satz von Pappos der Satz von Desargues.
- Satz von Hessenberg (Mengenlehre): Jede unendliche Kardinalzahl ist zu ihrem Quadrat gleichmächtig.
- Null-Eins-Gesetz von Hewitt-Savage: Die austauschbare σ-Algebra ist eine P-triviale σ-Algebra.
- Hilbertscher Basissatz: Polynomringe über noetherschen Ringen sind wieder noethersch
- Hilbertscher Nullstellensatz: Existenz von Nullstellen von Idealen {\displaystyle {\mathfrak {a}}\subsetneq K[X_{1},\ldots ,X_{n}]}
- Hilbertscher Syzygiensatz: In moderner Form: Jeder endlich erzeugte Modul über dem Polynomring in {\displaystyle n} Unbestimmten besitzt eine freie Auflösung der Länge {\displaystyle \leq n+1}.
- Hilberts Satz 90: Struktur von Körpererweiterungen mit zyklischer Galoisgruppe
- Satz von Hille-Yosida: Satz über infinitesimale Erzeuger einer stark stetigen Halbgruppe
- Satz von Hindman: Ist eine IP-Menge eine endliche Vereinigung, so ist auch eine der Vereinigungsmengen eine IP-Menge.
- Signatursatz von Hirzebruch: Zusammenhang zwischen {\displaystyle L}-Geschlecht und Signatur einer Mannigfaltigkeit.
- Satz von Hjelmslev: Zur Lage von gewissen Streckenmittelpunkten bei ebenen Kongruenzabbildungen.
- Hoeffding-Ungleichung: Schranke für die Wahrscheinlichkeit, dass eine Summe von Zufallsvariablen mehr als einen gegebenen Wert von ihrem Erwartungswert abweicht
- Höhensatz von Euklid: verknüpft Höhe eines rechtwinkligen Dreiecks mit den Hypotenusenabschnitten: {\displaystyle h^{2}=p\cdot q}.
- Satz von Hölder: Jede archimedisch geordnete Gruppe ist kommutativ und isomorph zu einer Untergruppe der reellen Zahlen.
- Satz von Holditch: Fährt eine Sehne konstanter Länge eine konvexe Kurve einmal ab, so schließt die Ortskurve eines Punktes dieser Sehne mit den Abständen {\displaystyle a} und {\displaystyle b} zu den Endpunkten eine Fläche ein, die um {\displaystyle \pi ab} kleiner ist als die der ursprünglichen Kurve.
- Homomorphiesatz Er stellt einen engen Zusammenhang zwischen Gruppenhomomorphismen und Normalteilern sowie Vektorraumhomomorphismen und Untervektorräumen.
- Satz von Hopf: Für jede zusammenhängende, orientierte, geschlossene, differenzierbare n-Mannigfaltigkeit ist der Abbildungsgrad eine Homotopieinvariante.
- Hopf 'sches Maximal-Ergodenlemma: Hilfsergebnis der Ergodentheorie, das zum Beweis des individuellen Ergodensatz verwendet werden kann.
- Satz von Hopf-Rinow: Charakterisierung der geodätischen Vollständigkeit zusammenhängender riemannscher Mannigfaltigkeiten
- Satz von de L’Hospital: Sind die Grenzwerte der differenzierbaren Funktionen in Zähler und Nenner eines Bruchs Null oder unendlich, so ist der Grenzwert dieses Bruchs gleich jenem mit den Ableitungen der Funktionen in Zähler und Nenner.
- Hufeisenlemma: Drei Objekte einer kurzen exakten Sequenz kann man so projektiv oder injektiv auflösen, dass die Auflösungen eine exakte Folge bilden.
- Satz von Hughes-Piper: Charakterisierung starker Auflösungen von Blockplänen durch Schnittzahlen
- Satz von Hurwitz (Automorphismengruppen): Die Automorphismengruppe einer hyperbolischen, kompakten, riemannschen Fläche ist endlich.
- Satz von Hurwitz (Funktionentheorie): Anzahl von Nullstellen einer holomorphen Grenzfunktion.
- Satz von Hurwitz (Zahlentheorie): Diophantische Approximation irrationaler Zahlen

## I
- Identitätssatz für holomorphe Funktionen: Eine holomorphe Funktion ist bereits durch ihre Werte auf einer Menge mit Häufungspunkt bestimmt.
- Satz vom Igel: Auf einer Sphäre {\displaystyle S^{n}} gibt es genau dann ein tangentiales, stetiges, nirgends verschwindendes Vektorfeld, wenn {\displaystyle n} ungerade ist.
- Satz von der impliziten Funktion: Differenzierbarkeitseigenschaften bei der Auflösung impliziter Gleichungen
- Infinite-Monkey-Theorem: Von unendlich vielen Affen, die zufällig auf einer Schreibmaschine tippen, schreibt fast sicher einer William Shakespeares Hamlet
- Integralsatz: Liste von Integralsätzen
- Intervallschachtelung: Jede Intervallschachtelung definiert eine wohlbestimmte reelle Zahl
- Satz von der Invarianz der Dimension: Sind zwei offene Mengen aus {\displaystyle \mathbb {R} ^{n}} bzw. {\displaystyle \mathbb {R} ^{m}} homöomorph, so ist {\displaystyle n=m}.
- Satz von der Invarianz des Gebietes: Eine injektive, stetige Abbildung eines Gebiets im {\displaystyle \mathbb {R} ^{n}} in den {\displaystyle \mathbb {R} ^{n}} ist ein Homöomorphismus aufs Bild, das ebenfalls ein Gebiet ist.
- Satz von der Invarianz offener Mengen: Eine injektive, stetige Abbildung einer offenen Menge im {\displaystyle \mathbb {R} ^{n}} in den {\displaystyle \mathbb {R} ^{n}} ist ein Homöomorphismus aufs Bild, das ebenfalls eine offene Menge ist.
- Satz von Ionescu-Tulcea: Existenz von Wahrscheinlichkeitsmaßen auf abzählbaren Produkträumen.
- Gesetz des iterierten Logarithmus: Mehrere Grenzwertsätze aus der Stochastik
- Itō-Formel: Ein grundlegender Satz zur Stochastischen Integration

## J
- Satz von Jacobi: Ein Satz über die Anzahl der Darstellungen einer natürlichen Zahl als Summe von vier Quadraten
- Dichtheitssatz von Jacobson: Ist M ein treuer, einfacher R-Modul, so verhält sich jede EndR(M)-lineare Abbildung auf einer endlichen Menge wie die Linksmultiplikation mit einem Ringelement.
- Kompaktheitskriterium von James: Eine nicht-leere, schwach-abgeschlossene Teilmenge eines Banachraums ist genau schwach-kompakt, wenn jedes stetige lineare Funktional darauf sein Betragsmaxiumum annimmt.
- Satz von James: Ein Banachraum ist genau dann reflexiv, wenn jedes stetige lineare Funktional auf der Einheitskugel seine Norm annimmt.
- Japanischer Satz für konzyklische Polygone: Die Summe der Inkreisradien eines triangulierten, konzyklischen Polygons ist unabhängig von der gewählten Triangulierung.
- Japanischer Satz für konzyklische Vierecke: Die Mittelpunkte der vier Inkreise eines konzyklischen Vierecks bilden ein Rechteck.
- Satz von Jensen: Es gibt unendlich viele irreguläre Primzahlen.
- Jensensche Ungleichung: Eine elementare Ungleichung für konvexe und konkave Funktionen.
- Satz von Jegorow: Ein maßtheoretischer Satz über fast gleichmäßige Konvergenz von Funktionenfolgen
- Lemma von Jones: Ein Kriterium für die Nicht-Normalität eines topologischen Raums
- Lemma von Jordan: Lemma zur Berechnung von Integralen mittels Funktionentheorie, Integrationsweg = Halbkreis mit größer werdendem Radius
- Jordanscher Kurvensatz: Eine einfach geschlossene stetige Kurve zerlegt die Ebene in zwei Gebiete.
- Jordan-Brouwer-Zerlegungssatz: Die Komplemente homöomorpher kompakter Teilmengen des {\displaystyle \mathbb {R} ^{n}} haben dieselbe Anzahl von Wegkomponenten.
- Satz von Jordan-Hölder: Zwei beliebige Kompositionsreihen einer Gruppe {\displaystyle G} sind äquivalent.
- Satz von Jordan-von Neumann: Ein normierter Raum, der die Parallelogrammgleichung erfüllt, ist ein Prähilbertraum.
- Satz von Jung: Erforderliche Kugelgröße zur Erfassung endlich vieler Punkte

## K
- Satz von Kadets-Snobar: Für einen {\displaystyle n}-dimensionalen Unterraum eines normierten Raums gibt es Projektionen mit Norm {\displaystyle \leq {\sqrt {n}}}.
- Transitivitätssatz von Kadison: Ein Satz über die Reichhaltigkeit des Bildes einer irreduziblen Darstellung einer C*-Algebra
- Fixpunktsatz von Kakutani: Abgeschlossene, konvexe Korrespondenzen auf kompakten, konvexen Mengen im {\displaystyle \mathbb {R} ^{n}} haben mindestens einen Fixpunkt.
- Satz von Kakutani-Yamabe-Yujobô: Zu jeder stetigen Funktion der Sphäre nach {\displaystyle \mathbb {R} } gibt es ein System orthonormaler Vektoren mit demselben Funktionswert.
- Satz von Kan und Thurston: Zu jedem wegzusammenhängenden Raum X gibt es eine diskrete Gruppe π und einen Homologie-Isomorphismus K(π,1)→X.
- Satz von Kantorowitsch: Hinreichende Bedingung für die Konvergenz des Newton-Verfahrens
- Dichtheitssatz von Kaplansky: Liegt eine C*-Algebra dicht in einer Von-Neumann-Algebra in der starken Operatortopologie, so gilt diese Dichtebeziehung auch für die Einheitskugeln.
- Stabilisierungssatz von Kasparow: Der Hilbert-{\displaystyle B}-Modul {\displaystyle H_{B}} einer C*-Algebra {\displaystyle B} absorbiert jeden abzählbar erzeugten Hilbert-{\displaystyle B}-Modul.
- Satz von Kasparow-Stinespring: Eine Version des Satzes von Stinespring
- Interpolationssatz von Katětov: Zwischen einer oberhalbstetigen und unterhalbstetigen Funktion auf einem normalen Raum liegt eine stetige.
- Kathetensatz: Das Quadrat der Höhe eines rechtwinkligen Dreiecks ist gleich dem Produkt der Hypotenusenabschnitte.
- Satz von Kawasaki: Flachfaltbarkeit von Origamis
- Satz von Kegel-Wielandt: Wenn eine endliche Grupp das Produkt zweier nilpotenter Untergruppen ist, dann ist sie auflösbar.
- Kettenregel: Satz über die Ableitung einer Verkettung differenzierbarer Funktionen
- Satz von Kirchhoff-Trent: Satz zur Berechnung der Anzahl der Gerüste in einem Graphen.
- Klassenzahlformel: Klassenzahl eines Zahlkörpers
- Fixpunktsatz von Kleene: Jede totale berechenbare Funktion hat bezüglich jeder Gödelnummerierung einen Fixpunkt.
- Kombinationssatz von Klein: Satz über freie Produkte Kleinscher Gruppen
- Satz von der konstanten Sehne: Invarianz der Sehnenlänge in der Konfiguration zweier sich schneidender Kreise
- Satz von Knuth: Satz über die Erzeugung von Pseudozufallszahlen mittels linearer Kongruenzgeneratoren
- Normierbarkeitskriterium von Kolmogoroff: Ein hausdorffscher topologischer Vektorraum ist genau dann normierbar, wenn er eine beschränkte und konvexe Nullumgebung besitzt.
- Kolmogorow-Arnold-Moser-Theorem: Existenz von quasiperiodischen Lösungen für eine gewisse Klasse von Differentialgleichungen
- Satz von Kolmogorov-Chentsov: Existenz von lokal Hölder-stetigen Modifikationen von stochastischen Prozessen.
- Satz von Kolmogorow-Riesz: Kompaktheitskriterien in {\displaystyle L^{p}}-Räumen
- Kolmogorowsches Null-Eins-Gesetz: Terminale Ereignisse einer Folge unabhängiger σ-Algebren haben die Wahrscheinlichkeit 0 oder 1.
- Kolmogoroffscher Dreireihensatz: Kriterien für die fast sichere Konvergenz einer Reihe von reellen Zufallsvariablen.
- Erweiterungssatz von Kolmogorov: Existenz von Wahrscheinlichkeitsmaßen auf Produkträumen.
- Kompaktheitssatz (Logik): Eine Formelmenge der Prädikatenlogik erster Stufe ist genau erfüllbar, wenn jede endliche Teilmenge erfüllbar ist.
- Satz von Kōmura-Kōmura: Charakterisierung nuklearer Räume als Unterräume von Potenzen des Raums der schnell fallenden Folgen
- Lemma von König: Ein zusammenhängender Graph mit unendlich vielen Knoten endlichen Grades hat einen unendlich langen Pfad.
- Satz von König (Graphentheorie): Existieren in einem Graphen nur gerade Kreise, so ist er bipartit.
- Satz von König (Mengenlehre): Ein Satz über eine strikte Ungleichung zwischen Kardinalzahlen.
- Satz von Korowkin: Konvergenz linearer, positiver Operatoren auf Räumen stetiger Funktionen.
- Korrespondenzsatz (Gruppentheorie): Die Untergruppen einer Faktorgruppe G/N entsprechen eineindeutig den Untergruppen der Gruppe G, die N umfassen.
- Korrespondenzsatz (Stochastik): Beziehung von Verteilungsfunktionen und Wahrscheinlichkeitsmaßen auf den reellen Zahlen.
- Kosinussatz: Verallgemeinerung des Satzes von Pythagoras auf allgemeine Dreiecke: {\displaystyle c^{2}=a^{2}+b^{2}-2ab\cos \gamma }.
- Satz von Krein-Milman: Konvexe, kompakte Mengen in lokalkonvexen Räumen sind die konvexe Hülle ihrer Extremalpunkte.
- Satz von Krein-Šmulian: Kriterium für die schwach-*-Abgeschlossenheit einer konvexen Menge im Dualraum eines Banachraums.
- Approximationssatz von Kronecker: Ein Satz über die Approximation irrationaler Zahlen durch rationale.
- Kroneckersches Lemma: Eine Konvergenzaussage über gewichtete Summen.
- Satz von Kronecker (Körpertheorie): Zu jedem nicht-konstanten Polynom über einem Körper gibt es eine Körperweiterung, in der das Polynom eine Nullstelle hat.
- Satz von Kronecker über Reihenkonvergenz: Ein Kriterium für die Konvergenz von Reihen
- Satz von Kronecker-Weber: Ein algebraischer Zahlkörper mit abelscher Galoisgruppe ist in einem Kreisteilungskörper enthalten.
- Durchschnittssatz von Krull: Satz über Potenzen von Idealen und endlich erzeugten Moduln eines noetherschen Ringes.
- Satz von Krull-Remak-Schmidt: Gruppen bzw. Moduln mit Endlichkeitsvoraussetzungen sind Produkt von unzerlegbaren Untergruppen bzw. Untermoduln.
- Satz von Kruskal: Die Klasse der endlichen Bäume ist durch die Quasiordnungsrelation der Bildung topologischer Minoren wohlquasigeordnet.
- Satz von Kummer: Die Fermatsche Vermutung ist richtig, soweit der Exponent in der Fermatschen Gleichung eine reguläre Primzahl ist.
- Satz von Künneth: Die Homologie eines Tensorproduktes von Kettenkomplexen ist bis auf Torsion gleich dem Tensorprodukt der Homologien.
- Satz von Kunugui: Jeder metrische Raum lässt sich isometrisch in einen Banachraum einbetten.
- Satz von Kuratowski: liefert ein Kriterium dafür, ob ein Graph planar (plättbar) ist oder nicht.
- Satz von Kurepa: liefert eine logisch äquivalente Formulierung des Auswahlaxioms in der Sprache der Ordnungstheorie.
- Untergruppensatz von Kurosch: Ein Satz über die Struktur von Untergruppen freier Produkte

## L
- Satz von Ladner: Wenn {\displaystyle P\not =NP}, dann gibt es NP-Probleme, die nicht in P liegen und nicht NP-vollständig sind.
- Satz von Lagrange: Die Ordnung einer Untergruppe einer endlichen Gruppe teilt die Gruppenordnung.
- Satz von Lancret: Charakterisierung einer Böschungslinie durch Krümmung und Torsion.
- Satz von Lasker-Noether: Darstellung eines Ideals als Durchschnitt primärer Ideale in noetherschen Ringen
- Fortsetzungssatz von Lavrentieff: Ein Homöomorphismus zwischen Unterräumen vollständiger, metrischer Räume kann auf umgebende Gδ-Mengen fortgesetzt werden.
- Fixpunktsatz von Lawvere: Fixpunkteigenschaft in Kategorien
- Äquivalenzsatz von Lax: Bei korrekt gestellten linearen Anfangswertproblemen konvergiert die Finite-Differenzen-Methode genau dann, wenn Stabilität vorliegt.
- Lemma von Lax-Milgram: Darstellung stetiger, koerziver Sesquilinearformen.
- Zerlegungssatz von Lebesgue: Zerlegung eines Maßes in einen absolutstetigen und einen singulären Teil
- Le Cams erstes Lemma: Äquivalente Darstellungen der Kontiguität
- Fixpunktsatz von Lefschetz: Anzahl der Fixpunkte einer stetigen Abbildung eines kompakten topologischen Raumes auf sich selbst
- Satz von Lefschetz über Hyperebenenschnitte: Topologie von Hyperebenenschnitten projektiver Varietäten
- Satz von Lehmann-Scheffé: Satz über gleichmäßig beste, erwartungstreue Schätzer.
- Satz von Leibniz: Eine Gleichung für affine Koordinaten in einem Dreieck.
- Satz von Leray: Bestimmung der Garbenkohomologie mittels geeigneter Überdeckungen
- Leray-Schauder-Alternative: Ein hinreichendes Kriterium für die Existenz eines Fixpunktes
- Eindeutigkeitssatz von Lerch: Bestimmung einer Funktion durch ihre Laplace-Transformierte
- Satz von Lerch: Kongruenz von Potenzsummen
- Satz von Lester: Die beiden Fermat-Punkte, der Mittelpunkt des Feuerbach-Kreises und der Umkreismittelpunkt eines nicht-gleichschenkligen Dreiecks liegen auf einem Kreis.
- Satz von Levi: Jede endlichdimensionale reelle oder komplexe Lie-Algebra ist die semidirekte aus ihrem Radikal und einer halbeinfachen Lie-Algebra.
- Ungleichung von Beppo Levi: Grundlegende Ungleichung über Abstände in (Prä-)Hilberträumen, welche zum Projektionssatz führt.
- Satz von Lévy: Einfacher Konvergenzsatz für Martingale.
- Arkussinus-Gesetz von Lévy: Verteilung der Rückkehrzeit des Wiener-Prozesses
- Stetigkeitssatz von Lévy: Beziehung zwischen der Konvergenz von Wahrscheinlichkeitsmaßen und ihren charakteristischen Funktionen.
- Lévy-Khinchin-Formel: Charakterisierung unendlich teilbarer Wahrscheinlichkeitsverteilungen auf den reellen Zahlen.
- Satz von Lie: Endlichdimensionale, auflösbare, komplexe Lie-Algebren haben eine invariante Fahne.
- Lie’sche Sätze: Drei Sätze über Lie-Gruppen.
- Satz von Liebmann: Charakterisierung von Sphären im euklidischen Raum
- Zentraler Grenzwertsatz von Lindeberg-Feller: Verallgemeinerung des zentralen Grenzwertsatzes für nicht identisch verteilte Zufallsvariablen und einen gewissen Grad an stochastischer Abhängigkeit.
- Lindeberg-Theorem: Die Lindeberg-Bedingung ist hinreichend für den zentralen Grenzwertsatz
- Erster Satz von Lindelöf: Mächtigkeit des Komplementes der Menge der Kondensationspunkte in topologischen Räumen mit abzählbarer Basis
- Satz von Lindelöf: Zweitabzählbare Räume sind Lindelöfsch.
- Satz von Lindemann-Weierstraß: Transzendenz der Kreiszahl {\displaystyle \pi }.
- Satz von Lindenbaum: Jede konsistente Formelmenge der Prädikatenlogik erster Stufe kann zu einer konsistenten und vollständigen Theorie erweitert werden.
- Satz von Lindenstrauss-Tzafriri: Ein Banachraum ist genau dann stetig isomorph zu einem Hilbertraum, wenn jeder abgeschlossene Unterraum einen abgeschlossenen Komplementärraum besitzt.
- Sätze von Lindström: Die Prädikatenlogik erster Stufe ist die einzige Logik, die den Kompaktheitssatz und den Satz von Löwenheim-Skolem erfüllt.
- Satz von Liouville (Differentialgeometrie): Formel zur Berechnung der geodätischen Krümmung von Flächenkurven
- Satz von Liouville (Funktionentheorie): Beschränkte ganze Funktionen sind konstant.
- Liouvillesche Formel: Zusammenhang zwischen Wronski-Determinante und Spur der Koeffizientenmatrix eines linearen Differentialgleichungssystems
- Satz von Little: Satz über die durchschnittliche Anzahl von Kunden in einem Warteschlangenmodell
- Satz von Ljapunow: Die Ljapunow-Bedingung ist hinreichend für die Gültigkeit des zentralen Grenzwertsatzes
- Satz von Löb: Ein Satz aus der Beweisbarkeitslogik.
- Satz von Lochs: Konvergenzgeschwindigkeit von Kettenbrüchen
- Satz von Łoś: Satz zur Gültigkeit von Sätzen der Prädikatenlogik erster Stufe in Ultraprodukten
- Lotensatz: Winkel zwischen Loten
- Lovász-Local-Lemma: Eine Bedingung dafür, dass ein Durchschnitt von Ereignissen eine positive Wahrscheinlichkeit hat.
- Satz von Lovász-Stein: Beziehung der zur Überdeckung eines Hypergraphen nötigen Hyperkanten zu anderen Kennziffern dieses Hypergraphen.
- Satz von Löwenheim-Skolem: Erfüllbare, abzählbare Mengen von Aussagen der Prädikatenlogik erster Stufe haben abzählbare Modelle.
- Satz von Lumer-Phillips: Charakterisierung der Kontraktionshalbgruppen
- Satz von Lusin: Zusammenhang zwischen stetigen und messbaren Funktionen

## M
- Satz von Mackey: Satz über beschränkte Mengen in lokalkonvexen Räumen
- Satz von Mackey-Arens: Satz über zulässige Topologien auf einem lokalkonvexen Raum.
- Satz von Maekawa: In einer flach gefalteten Figur (Origami) unterscheidet sich die Anzahl der Berg- und Talfalten um genau zwei
- Majorantenkriterium: Eine Reihe mit absolut konvergenter Majorante ist selbst absolut konvergent.
- Satz von der majorisierten Konvergenz: Satz über die Vertauschbarkeit von Integration und punktweiser Konvergenz der Integranden
- Satz von Malcev: Jede endlich erzeugte Untergruppe von {\displaystyle GL(n,\mathbb {C} )} ist residuell endlich.
- Satz von Malgrange-Ehrenpreis: Lineare, partielle Differentialgleichungen mit konstanten Koeffizienten besitzen eine Greensche Funktion.
- Satz von Marczewski-Szpilrajn: Jede partielle Ordnung lässt sich zu einer linearen Ordnung erweitern.
- Satz von Marden: Eine Beziehung zwischen den Nullstellen eines Polynom dritten Gerades und den Nullstellen seiner Ableitung
- Lemma von Margulis: Satz über die Fundamentalgruppe des dünnen Teils einer vollständigen riemannschen Mannigfaltigkeit mit Schnittkrümmungen in [-1,0].
- Satz von Markow: Bedingungen für die Äquivalenz von als Abschluss eines Zopfes erhaltenen Verschlingungen
- Markow-Ungleichung: Obere Schranke für Ableitung von Polynomen.
- Satz von Marsaglia: Satz über Pseudozufallszahlen aus linearen Kongruenzgeneratoren
- Martingalkonvergenzsatz: Ein Submartingal mit nach oben beschränkten Erwartungswerten der Positivteile konvergiert fast sicher gegen eine {\displaystyle L^{1}}-Funktion.
- Satz von Maschke: Zerlegung einer Gruppendarstellung in eine direkte Summer irreduzibler Darstellungen
- Kombinationssatz von Maskit: Diskretheit amalgamierter Produkte von Kleinschen Gruppen
- Satz von Matsumoto: Beschreibung der {\displaystyle K_{2}}-Gruppe eines Körpers
- Max-Flow-Min-Cut-Theorem: Der maximale Fluss im Netzwerk hat genau den Wert dessen minimalen Schnitts.
- Satz von Mazur: Geeignete Konvexkombinationen von Gliedern schwach-konvergenter Folgen sind stark konvergent (Funktionalanalysis).
- Satz von Mazurkiewicz: Die Ebene enthält eine Teilmenge, die mit jeder Geraden genau zwei Punkte gemeinsam hat.
- Lemma von McShane: Fortsetzbarkeit lipschitzstetiger Funktionen auf Teilräume metrischer Räume.
- Satz von Menelaos: eine Aussage über Geraden, die Dreiecke schneiden (Produkt von Teilverhältnissen)
- Satz von Menger: Die maximale Anzahl kantendisjunkter Wege ist gleich minimalen trennenden Kantenmenge.
- Satz von Menger-Nöbeling: Einbettung endlichdimensionaler Kompakta in den {\displaystyle \mathbb {R} ^{n}}.
- Satz von Mercer: Darstellung des stetigen Kerns eines positiven Integraloperators über dem Einheitsquadrat als gleichmäßig konvergente Reihe.
- Satz von Mergelyan: Ist K eine kompakte Teilmenge ohne Löcher in {\displaystyle \mathbb {C} }, so liegen die Polynome dicht in {\displaystyle A(K)}.
- Satz von Mertens (Cauchy-Produkt): Satz über die Konvergenz eines Cauchy-Produkts zweier Reihen
- Satz von Mertens (Resultantensystem): Ein Satz über gemeinsame Nullstellen homogener Polynome
- Satz von Mertens (Zahlentheorie): Ein Satz über das asymptotische Verhalten der Reihe über die Kehrwerte der Primzahlen
- Satz von Meyers-Serrin: Die beliebig oft differenzierbaren Funktionen liegen dicht in den Sobolew-Räumen.
- Satz von Milman: Gleichmäßig konvexe Räume sind reflexiv.
- Satz von Milnor-Moore: Ein Zusammenhang zwischen einer Hopf-Algebra und ihrer Lie-Algebra der primitiven Elemente
- Satz von Milnor-Thom: Abschätzung für die Anzahl der Zusammenhangskomponenten der Nullstellenmenge eines Polynoms.
- Satz von Minkowski: Eine kompakte, konvexe Menge in einem endlichdimensionalen Raum ist die konvexe Hülle ihrer Extremalpunkte.
- Minkowski-Ungleichung: Dreiecksungleichung in {\displaystyle L^{p}}-Räumen
- Minkowskischer Gitterpunktsatz: Aussage über Dichte von Gitterpunkten
- Satz von Minty-Browder: Monotone, koerzive, hemistetige Operatoren eines separablen, reellen Banachraums in dessen Dualraum sind surjektiv.
- Satz von Miquel: Drei Kreise, die jeweils durch eine Ecke und die beiden anliegenden Seiten eines Dreiecks verlaufen, besitzen einen gemeinsamen Schnittpunkt
- Einbettungssatz von Mitchell: Abelsche Kategorien lassen sich in konkrete Kategorien von Links-Moduln über einem Ring einbetten.
- Satz von Mittag-Leffler: Existenz meromorpher Funktionen bei vorgegebenen Polstellen
- Mittelwertsatz der Differentialrechnung: Zwischen je zwei Stellen einer differenzierbaren Funktion gibt es einen Punkt mit Tangentensteigung = Sekantensteigung
- Mittelwertsatz der Integralrechnung: Formel für das Integral eines Produktes von Funktionen mittels eines Mittelwertes einer Funktion
- Satz von Möbius-Pompeiu: Eigenschaft gleichseitiger Dreiecke
- Modularitätssatz: Zusammenhang zwischen elliptischen Kurven und Modulformen (früher Taniyama-Shimura-Vermutung)
- Satz von Mohr-Mascheroni: Jede Konstruktion mit Zirkel und Lineal kann bereits mit dem Zirkel allein durchgeführt werden.
- Satz von Moivre-Laplace: Konvergenz der Binomialverteilung gegen die Normalverteilung
- Moivrescher Satz: {\displaystyle \left(\cos x+i\,\sin x\right)^{n}=\cos \left(n\,x\right)+i\,\sin \left(n\,x\right)}
- Satz von Monge: Ein Satz über einen speziellen Punkt eines Tetraeders
- Satz über monotone Klassen: Erzeugung beschränkter messbarer Funktionen aus multiplikativen Klassen beschränkter messbarer Funktionen
- Satz von der monotonen Konvergenz: Vertauschbarkeit von Integration und punktweisem, monotonen Limes
- Monotoniekriterium: Eine monotone Folge reeller Zahlen konvergiert genau dann gegen einen Grenzwert, wenn sie beschränkt ist.
- Satz von Montel: Eine lokal gleichmäßig beschränkte Folge holomorpher Funktionen besitzt eine kompakt konvergente Teilfolge.
- Satz von Mordell-Weil Für eine abelsche Varietät über einem Zahlkörper {\displaystyle K} ist die Gruppe der {\displaystyle K}-rationalen Punkte endlich erzeugt.
- Satz von Morera: Verschwindet das Integral einer stetigen Funktion über allen Dreiecksrändern, so ist sie holomorph.
- Satz von Morita: Jeder reguläre Lindelöf-Raum ist parakompakt.
- Satz von Morley (Geometrie): Das Morley-Dreieck eines Dreiecks ist stets gleichseitig.
- Satz von Morley (Logik): Satz über die Kategorizität abzählbarer Theorien der Prädikatenlogik erster Stufe
- Satz von Mostow: Jede zusammenhängende algebraische Gruppe über einem Körper der Charakteristik 0 hat eine Levi-Zerlegung.
- Mostow-Prasad-Starrheitssatz: Starrheit hyperbolischer Metriken
- Mostowski-Kollaps: Ein Satz aus der Mengenlehre über wohl-fundierte und extensionale Relationen
- Satz von Mourier: Hinreichende Bedingung für die Gültigkeit des starken Gesetzes der großen Zahlen in separablen Banachräumen.
- Satz von Myers-Steenrod: Die Isometriegruppe einer vollständigen riemannschen Mannigfaltigkeit ist eine Lie-Gruppe.

## N
- Satz von Naimark: Positive, 1-beschränkte Operatoren auf kommutativen C*-Algebren sind Kompressionen von Homomorphismen.
- Lemma von Nakayama: Ist {\displaystyle M} ein endlich erzeugter {\displaystyle R}-Modul und {\displaystyle {\mathfrak {a}}} ein im Jacobson-Radikal enthaltenes Ideal mit {\displaystyle {\mathfrak {a}}M=M}, so ist {\displaystyle M=0}.
- Satz von Napoleon: Das Dreieck aus den Schwerpunkten der gleichseitigen Dreiecke über den Seiten eines Dreiecks ist gleichseitig.
- Einbettungssatz von Nash: Riemannsche Mannigfaltigkeiten können isometrisch in einen euklidischen Raum {\displaystyle \mathbb {R} ^{n}} eingebettet werden.
- Satz von Nash: Existenz von Verhandlungslösungen (Spieltheorie)
- Nebenwinkelsatz: Nebenwinkel ergänzen sich zu 180°.
- Neunerlemma: Diagrammjagd in einem {\displaystyle 3\times 3}-Diagramm.
- Satz von Newton: Der Inkreismittelpunkt eines Tangentenvierecks liegt auf der Newton-Geraden.
- Neyman-Pearson-Lemma: Der Neyman-Pearson-Test ist ein gleichmäßig bester Test
- Satz von Nielsen-Schreier: Untergruppen freier Gruppen sind frei.
- Noetherscher Normalisierungssatz: Eine endlich erzeugte Algebra über einem Körper ist endlich über einem Polynomring.
- Satz von Nordhaus-Gaddum: Ungleichungen für Summe und Produkt der chromatischen Zahlen eines endlichen Graphen und seines Komplementärgraphen
- Nullfolgenkriterium: Bildet die Folge der Summanden einer Reihe keine Nullfolge, dann divergiert die Reihe.

## O
- Satz über die offene Abbildung: Stetige, lineare, surjektive Abbildungen zwischen Banachräumen sind offen.
- Offenheitssatz: Nicht-konstante holomorphe Funktionen sind offen.
- Satz von Oka: Satz über die Approximation holomorpher Funktionen durch Polynome in mehreren Veränderlichen
- Satz von Olivier: Ist {\displaystyle (a_{n})_{n}} monoton fallend und konvergiert die Reihe, so ist {\displaystyle (n\cdot a_{n})_{n}} eine Nullfolge.
- Optional Sampling Theorem: Bei einem fairen Spiel kann durch eine Stoppzeit keine Auszahlungsverbesserung erzielt werden.
- Optional Stopping Theorem: Gestoppte (Sub-/Super-)Martingale sind wieder (Sub-/Super-)Martingale.
- Satz von Orlicz-Pettis: Eine schwach teilreihenkonvergente Reihe in einem Banachraum ist auch bezüglich der Normtopologie teilreihenkonvergent.
- Lemma von Osgood: Eine stetige in jeder Variable holomorphe Funktion ist bereits holomorph.
- Satz von Osgood (Funktionentheorie): Injektive, holomorphe Funktionen sind biholomorph.
- Satz von Osgood (Funktionalanalysis): Eine punktweise nach oben beschränkte Familie unterhalbstetiger Funktionen ist auf einer offenen Menge gleichmäßig nach oben beschränkt.
- Satz von Ostrowski: Eine nicht-triviale Betragsfunktion auf {\displaystyle \mathbb {Q} } ist zum euklidischen oder zu einem p-adischen Betrag äquivalent.
- Ungleichung von Ottaviani-Skorokhod: Ungleichung über endliche Familien von stochastisch unabhängigen Zufallsvariablen.

## P
- Satz von Paley: Existenz von Hadamard-Blockplänen.
- Satz von Paley-Wiener: Charakterisierung der Fourier-Laplace-Transformationen glatter Funktionen bzw. temperierter Distributionen mit kompaktem Träger mittels Wachstumsbedingungen
- Satz von Paley-Wiener-Zygmund: Pfadeigenschaften des Wiener-Prozesses.
- Satz von Palm-Chintschin: Die Überlagerung von Erneuerungsprozessen nähert sich asymptotisch einem Poisson-Prozess an, wenn die Ereignisse relativ selten auftreten.
- Satz von Pappos: Liegen die Eckpunkte eines Sechsecks abwechselnd auf zwei Geraden, so liegen die Schnittpunkte gegenüber liegender Seiten auch auf einer Geraden.
- Flächenformel von Pappus: Flächen von Parallelogrammen über Dreiecksseiten
- Parsevalsche Gleichung: Gleichung in Hilberträumen, die die Norm eines Vektors mittels einer Orthonormalbasis darstellt.
- Satz von Pascal: Liegen die Eckpunkte eines Sechsecks auf einem Kegelschnitt, so liegen die Schnittpunkte der drei gegenüberliegenden Seitenpaare des Sechsecks auf einer Geraden.
- Existenzsatz von Peano: Existenzsatz aus der Theorie der gewöhnlichen Differentialgleichungen (stetiger Fall)
- Zerlegungsmethode von Pelczynski: Ein Satz zur Konstruktion von Isomorphismen zwischen Banachräumen
- schwacher Perfekte-Graphen-Satz: Ein Graph ist genau dann perfekt, wenn sein komplementärer Graph perfekt ist.
- Satz von Perron-Frobenius: Eine Matrix mit positiven Komponenten hat den Spektralradius als Eigenwert und dazu einen Eigenvektor mit positiven Komponenten.
- Satz von Peter-Weyl: Satz über die Fouriertransformation einer kompakten Gruppe
- Messbarkeitssatz von Pettis: Eine Charakterisierung messbarer Banachraum-wertiger Funktionen.
- Satz von Pfister: In Körpern sind Produkte von Summen von {\displaystyle 2^{n}} Quadraten wieder Summen von {\displaystyle 2^{n}} Quadraten.
- Satz von Picard: Das Bild einer nicht-konstanten ganzen Funktion ist ganz {\displaystyle \mathbb {C} } mit höchstens einem Ausnahmepunkt
- Satz von Picard-Lindelöf: Existenz- und Eindeutigkeitssatz für gewöhnliche Differentialgleichungen (Lipschitz-stetiger Fall)
- Satz von Pick: Sei {\displaystyle A} der Flächeninhalt des Polygons, {\displaystyle I} die Anzahl der Gitterpunkte im Inneren des Polygons und {\displaystyle R} die Anzahl der Gitterpunkte auf dem Rand des Polygons, dann gilt: {\displaystyle \textstyle A=I+{\frac {R}{2}}-1}.
- Satz von Pitot: In einem Tangentenviereck sind die beiden Summen der Längen gegenüberliegender Seiten gleich groß.
- Satz von Pitt: Für {\displaystyle 1\leq p<r<\infty } ist jeder stetige, lineare Operator {\displaystyle \ell ^{r}\rightarrow \ell ^{p}} kompakt.
- Pizza-Theorem: Satz über eine Zerlegung eines Kreises in flächengleiche Teile.
- Satz von Plancherel: Die Fourier-Transformation vermittelt eine Isometrie zwischen Hilberträumen.
- Satz von Platonow: Ein Satz über virtuell residuell p-endliche Untergruppen der allgemeinen linearen Gruppe.
- Poincaré-Lemma: Geschlossene Differentialformen in sternförmigen Gebieten sind exakt.
- Poincaré-Bendixson-Theorem: Ein Satz über das Verhalten von Bahnkurven in zweidimensionalen stetigen dynamischen Systemen.
- Satz von Poincaré-Birkhoff-Witt: Satz über die Basis der universellen einhüllenden Lie-Algebra
- Satz von Poincaré-Bohl: Aussage über die brouwerschen Abbildungsgrade zweier stetiger Vektorfelder.
- Satz von Poincaré-Hopf: Dieser Satz zeigt einen Zusammenhang zwischen den Nullstellen eines Vektorfeldes und der Euler-Charakteristik der zugrundeliegenden Fläche.
- Satz von Poincaré-Volterra: Ein Satz über die Rückübertragung topologischer Eigenschaften durch offene stetige Abbildungen
- Poincaré-Vermutung (bewiesen von Perelmann): Jede einfach zusammenhängende, kompakte, unberandete, 3-dimensionale Mannigfaltigkeit ist homöomorph zur 3-Sphäre.
- Satz von Pólya: Ist {\displaystyle f\colon \mathbb {R} \to [0,1]} stetig, gerade, konvex auf {\displaystyle [0,\infty )} mit {\displaystyle f(0)=1}, so ist {\displaystyle f} die charakteristische Funktion eines Wahrscheinlichkeitsmaßes.
- Satz von Pólya: Rekurrenz und Transienz symmetrischer einfacher Irrfahrten.
- Schließungssatz von Poncelet: Existenz von unendlich vielen {\displaystyle n}-Ecken, die in bestimmten Beziehungen zu Kegelschnitten stehen.
- Satz von Poncelet-Steiner: Jede Konstruktion mit Zirkel und Lineal ist auch nur mit Lineal durchführbar, sofern ein fester Kreis und dessen Mittelpunkt gegeben sind.
- Dualitätssatz von Pontrjagin: Kanonische Isomorphie einer lokalkompakten abelschen Gruppe zu ihrer Bidualgruppe
- Portmanteau-Theorem: Eine Charakterisierung der Konvergenz in Verteilung von Zufallsgrößen
- Satz von Pratt: Bedingungen für die Vertauschbarkeit von Integration und Grenzwertbildung einer Funktionenfolge bei Einschnürung durch lokal nach Maß konvergente Funktionenfolgen.
- Satz vom primitiven Element: Jede endliche, separable Körpererweiterung ist einfach.
- Primzahlsatz: Satz zur asymptotischen Dichte der Primzahlen: {\displaystyle \pi (x)\,\sim \,x/\ln(x)}
- Konvergenzkriterium von Pringsheim: Konvergenzkriterium für Kettenbrüche
- Prinzip der lokalen Reflexivität: Der Bidual eines Banachraums ist in diesem endlich repräsentierbar.
- Satz von Prochorow: Straffe, beschränkte Mengen von Maßen sind relativ schwach folgenkompakt.
- Produktregel: Satz über die Ableitung eines Produktes differenzierbarer Funktionen
- Projektionssatz: Zu jedem abgeschlossenen Unterraum eines Hilbertraums gibt es eine Orthogonalprojektion.
- Projektionssatz (Dreieck): Für zwei Seiten eines Dreiecks sind die Rechtecke aus einer Seite und der Projektion der anderen Seite flächengleich.
- Satz des Ptolemäus: In einen Sehnenviereck ist das Produkt der Diagonalen gleich der Summe der Produkte der gegenüberliegenden Seiten.
- Pughs Schließungslemma: Approximation eines dynamischen Systems mit nichtwandernden Punkten durch dynamische Systeme mit periodischen Orbits.
- Satz des Pythagoras: Beziehung zwischen den drei Seitenlängen eines rechtwinkligen Dreiecks, {\displaystyle a^{2}+b^{2}=c^{2}}.

## Q
- Quadrate-Satz: Ein Satz über Produkte von Summen von Quadraten.
- Quadratisches Reziprozitätsgesetz: Satz zur Berechnung des Legendre-Symbols
- Satz von Quillen-Suslin: Für kommutative, nullteilerfreie Hauptidealringe {\displaystyle R} sind endlich-erzeugte, projektive {\displaystyle R[X_{1},\ldots ,X_{n}]}-Moduln frei.
- Quotientenkriterium: Konvergenzkriterium für Reihen
- Quotientenregel: Satz über die Ableitung eines Quotienten differenzierbarer Funktionen

## R
- Kriterium von Raabe: Ein Konvergenzkriterium für unendliche Reihen
- Satz von Rademacher: Lipschitz-stetige Funktionen sind fast überall differenzierbar.
- Auswahlprinzip von Rado: Ein Satz über Fortsetzungen zu vorgegebenen endlichen Auswahlfunktionen
- Satz von Radon: Zweiteilung von {\displaystyle (n+2)}-Mengen im {\displaystyle n}-dimensionalen Raum, so dass die konvexen Hüllen der Teile sich schneiden
- Satz von Radon-Nikodym: Existenz von Dichten bzgl. eines Maßes
- Satz von Radon-Riesz: Beziehung von Normkonvergenz und schwacher Konvergenz in {\displaystyle {\mathcal {L}}^{p}}-Räumen.
- Ramanujan-Vermutung: Abschätzung der Fourier-Koeffizienten der Diskriminante.
- Satz von Ramsey: Existenz monochromatischer Teilgraphen
- Satz von Ramsey (Mengenlehre): Existenz homogener Teilmengen in Zerlegungen der Menge aller n-elementigen Teilmengen einer abzählbaren Menge
- Rangsatz: Dimensionsformel in endlichdimensionalen Vektorräumen: {\displaystyle \dim V=\dim \operatorname {Kern} (f)+\dim \operatorname {Bild} (f)}.
- Satz von Rao-Blackwell: Kriterium für beste Schätzer (mathematische Statistik)
- Lemma von Rasiowa-Sikorski: Existenz generischer Filter zu abzählbaren Systemen ordnungsdichter Mengen auf Quasiordnungen.
- Satz über rationale Nullstellen: Eigenschaften und Berechnung rationaler Nullstellen eines Polynoms
- Satz von Rédei: In einem endlichen Turnier mit mindestens zwei Knoten ist die Anzahl der darin vorkommenden hamiltonschen Bahnen stets eine ungerade Zahl.
- Reflexionsprinzip (Mengenlehre): Zu jedem Satz der ZF-Mengenlehre gibt es bereits eine Menge, die ihn spiegelt.
- Reflexionsprinzip (Wiener-Prozess): Ein an einer Stoppzeit gespiegelter Wiener-Prozess ist wieder ein Wiener-Prozess.
- Satz vom regulären Wert: Niveaumengen zu regulären Werten sind Untermannigfaltigkeiten
- Satz von Reiman: Eine Abschätzung der Kantenzahl in einem endlichen, einfachen Graphen ohne Viererkreise
- Rekursionssatz: Jede totale berechenbare Funktion hat bezüglich jeder Gödelnummerierung einen Fixpunkt.
- Residuensatz: Grundlegender Satz der Funktionentheorie zur Berechnung von Integralen
- Reynolds 'scher Transportsatz: Satz aus der Kontinuumsmechanik
- Satz von de Rham: Die De-Rham-Kohomologie kompakter orientierbarer Mannigfaltigkeiten ist natürlich isomorph zur singulären Kohomologie mit reellen Koeffizienten.
- Satz von Richardson: Jeder endliche gerichtete Graph ohne Kreise ungerader Länge besitzt mindestens einen Kern.
- Formel von Riemann-Hurwitz: Zusammenhang zwischen Verzweigungsordnung, Blätterzahl und Geschlecht bei holomorphen Abbildungen kompakter riemannscher Flächen.
- Satz von Riemann-Roch: Anzahl linear unabhängiger meromorpher Funktionen mit vorgegebenen Null- und Polstellen auf kompakten riemannschen Flächen
- Riemannscher Abbildungssatz: Biholomorphie-Klassifizierung einfach zusammenhängender riemannscher Flächen.
- Riemannscher Hebbarkeitssatz: Beschränkte Singularitäten holomorpher Funktionen sind hebbar.
- Riemannscher Umordnungssatz: Satz über die Umordnung reeller Reihen
- Lemma von Riemann-Lebesgue: Die Fourier-Transformierten von {\displaystyle L^{1}}-Funktionen verschwinden im Unendlichen.
- Darstellungssatz von Riesz-Markow: Darstellung positiver Linearformen durch Radon-Maße bzw. die daraus folgende Darstellung der entsprechenden Dualräume.
- Kompaktheitssatz von Riesz: Charakterisierung endlich-dimensionaler Vektorräume
- Lemma von Riesz: Satz über abgeschlossene Unterräume in normierten Räumen
- Vollständigkeitssatz von Riesz: Vollständigkeit der {\displaystyle L^{p}}-Räume
- Satz von Ringel-Youngs: Nötige Anzahl der Farben zur Färbung eines Graphen auf einer Oberfläche gegebenen Geschlechts
- Lemma von Rochlin: Partitionierung des Phasenraumes eines dynamischen Systems.
- Satz von Rolle: Jede stetige und differenzierbare Funktion besitzt zwischen zwei Nullstellen an mindestens einer Stelle eine waagerechte Tangente.
- Satz von Rosser: Es gibt eine untere Schranke für die n-te Primzahl {\displaystyle p_{n}}: {\displaystyle p_{n}>n\cdot \ln n.}
- Satz von Roth: In einer Teilmenge der ganzen Zahlen mit positiver oberer Dichte gibt es unendlich viele arithmetische Folgen der Länge 3.
- Satz von Rouché: Vergleich der Anzahl von Nullstellen zweier holomorpher Funktionen.
- Satz von Routh zur Flächenberechnung in Dreiecken.
- Rückertscher Basissatz: Der Ring der konvergenten komplexen Polynome in {\displaystyle n} Unbestimmten ist noethersch.
- Rungescher Approximationssatz: Approximation holomorpher Funktionen durch Polynome und rationale Funktionen
- Satz von Russo-Dye: In einer C*-Algebra mit Einselement ist die Einheitskugel gleich dem Normabschluss der konvexen Hülle der unitären Elemente.
- Fixpunktsatz von Ryll-Nardzewski: Jede Halbgruppe schwach-stetiger affiner Isometrien einer schwach-kompakten konvexen Menge in sich hat einen Fixpunkt.
- Satz von Ryll-Nardzewski: Charakterisierung {\displaystyle \omega }-kategorischer Theorien

## S
- Satz von Sard: Die Menge der kritischen Werte einer genügend oft differenzierbaren Abbildung zwischen zwei Mannigfaltigkeiten hat das Lebesgue-Maß 0
- Satz von Sarkovskii: Anzahl der möglichen Perioden bei der Iteration einer stetigen Funktion
- Satz von Sárkőzy: Beweis der Erdős'schen Quadratfreiheits-Vermutung für große Zahlen.
- Lemma von Schanuel: Ein Lemma aus der homologischen Algebra über projektive Auflösungen
- Fixpunktsatz von Schauder: Existenz von Fixpunkten stetiger Funktionen auf konvexen, kompakten Mengen
- Satz von Schauder: Ein linearer Operator zwischen Banachräumen ist genau dann kompakt, wenn sein adjungierter Operator kompakt ist.
- Satz von Scheffé: Konvergenz im {\displaystyle p}-ten Mittel
- Schenkeltransversalensatz: Satz der Elementargeometrie über Längenbeziehungen zu Transversalen in gleichschenkligen Dreiecken, welcher mit dem Satz des Pythagoras gleichwertig ist
- Satz von Scherk: Jede Primzahl lässt sich mittels Addition und Subtraktion der vorangehenden Primzahlen und der 1 gewinnen.
- Schilowscher Idempotentensatz: Existenz von idempotenten Elementen in kommutativen Banachalgebren
- Schlangenlemma: liefert Verbindungshomomorphismen für lange exakte Sequenzen
- Schoen-Vermutung: Fortsetzbarkeit quasikonformer Abbildungen der 2-Sphäre auf den 3-Ball.
- Satz von Schoenflies: Ein Homöomorphismus zwischen einer geschlossenen Jordankurve und dem Einheitskreis lässt sich auf die Ebene fortsetzen.
- Satz von van Schooten: In einem gleichseitigen Dreieck ist der Abstand von einem Umkreispunkt zu einer der Ecken gleich der Summe der Abstände zu den anderen beiden Ecken.
- Schranken-Lemma: In einem Vektorraum mit Erzeugendensystem aus {\displaystyle n} Elementen sind je {\displaystyle n+1} Vektoren linear abhängig.
- Satz von Schreier: Zwei Normalreihen einer Gruppe G lassen sich durch Verfeinerung zu äquivalenten Normalreihen verlängern.
- Lemma von Schur: Satz über Kommutatoren bei irreduziblen Darstellungen
- Satz von Schur: Eine wenigstens teilweise Färbung der Ebene {\displaystyle x+y=z} ist bei beliebiger Färbung der pos. ganzen Zahlen mit {\displaystyle x,y,z\in \mathbb {Z} ^{+}} stets möglich.
- Satz von Schur-Zassenhaus: Zur Darstellbarkeit einer endlichen Gruppe als semidirektes Produkt.
- Satz von Schützenberger: Eine notwendige Bedingung für die Existenz gewisser symmetrischer Blockpläne.
- Kernsatz von Schwartz: Ein Satz über Integralkerne aus der Distributionentheorie.
- Satz von Schwarz: Bei zweimal stetig differenzierbaren Funktionen ist die Reihenfolge der Ableitungen egal.
- Schwarzsches Lemma: Ungleichung für holomorphe Endomorphismen des Einheitskreises
- Schwarzsches Spiegelungsprinzip: Holomorphie von durch Spiegelung erzeugten Funktionen
- Lemma von Schwarz-Pick: Verallgemeinerung des Lemmas von Schwarz
- Satz von Scorza Dragoni: Satz über die Lösbarkeit reeller Randwertprobleme
- Satz von Segre (Diophantische Approximation): Ein Satz über die Approximationsgüte irrationaler Zahlen durch rationale Zahlen.
- Satz von Segre (Projektive Geometrie): Jedes Oval in einer endlichen desarguesschen Ebene ungerader Ordnung ist ein Kegelschnitt.
- Sehnensatz: Beziehung zwischen sich schneidenden Sehnen eines Kreises.
- Satz von Seifert und van Kampen: Satz über die Fundamentalgruppe eines topologischen Raums
- Lemma von Selberg: Jede endlich erzeugte Untergruppe von {\displaystyle GL(n,K)}, {\displaystyle K} Körper der Charakteristik 0, ist virtuell torsionsfrei.
- Satz von Silver: Die kleinste Kardinalzahl, für die die Kontinuumshypothese verletzt ist, kann nicht singulär mit überabzählbarer Kofinalität sein.
- Simsonsche Gerade: Die Fußpunkte eines Umkreispunktes eines Dreiecks liegen auf einer Geraden, das charakterisiert die Umkreispunkte.
- Sinussatz: Seiten und gegenüberliegende Winkel im Dreieck
- Skorochod-Darstellung: Ein Zusammenhang zwischen Konvergenz nach Verteilung und fast-sicherer Konvergenz
- Skorochodscher Einbettungssatz: Einbettung von Zufallsvariablen in den Wiener-Prozess
- Slutsky-Theorem: Ein Satz über die Konvergenz in Wahrscheinlichkeit von Zufallsvariablen.
- Sobolew'scher Einbettungssatz: Satz über kompakte Einbettungen von Sobolew-Räumen
- Satz von Solovay
- Spektralsatz: Spektraldarstellung normaler Operatoren.
- Spektraler Abbildungssatz: Bei einigen Funktionalkalkülen können die Bildung des Spektrums und das Einsetzen in Funktionen vertauscht werden.
- Satz von Sperner: Eine Antikette in der Potenzmenge einer n-elementigen Menge hat höchstens die Länge {\displaystyle n} über {\displaystyle {\lfloor {n/2}\rfloor }}
- Sphärensatz: Eine n-dimensionale, kompakte, einfach zusammenhängende, riemannsche Mannigfaltigkeit mit Schnittkrümmung aus {\displaystyle ]1/4,1]} ist homöomorph zur Sphäre.
- Satz von Stallings: Charakterisierung der endlich erzeugten Gruppen mit mehr als einem Ende.
- Lemma von Stein: Konvergenzgeschwindigkeit des Fehlers 2. Art beim Neyman-Pearson-Test
- Satz von Steiner: Charakterisierung nicht ausgearteter Kegelschnitte
- Satz von Steiner-Lehmus: Sind in einem Dreieck zwei Winkelhalbierende gleich lang, so ist es gleichschenklig.
- Satz von Steinhaus: Die Menge der Differenzen einer Lebesgue-messbaren Menge positiven Maßes ist eine Nullumgebung.
- Austauschlemma von Steinitz: Lemma zur Gleichmächtigeit von Basen endlichdimensionaler Vektorräume.
- Satz von Steinitz: Ein endlicher schlichter Graph hat dann und nur dann eine geradlinige Darstellung als 3-dimensionaler Polyedergraph, wenn er plättbar und 3-fach zusammenhängend ist.
- Steinitzscher Umordnungssatz: Satz über die Umordnung von Reihen im {\displaystyle {\mathbb {R} }^{m}}
- Satz von Stewart: Länge einer Strecke von einer Dreieckesecke zu einem Punkte der gegenüberliegenden Seite
- Satz von Stinespring: Vollständig positive, 1-beschränkte Operatoren auf C*-Algebren sind Kompressionen von Homomorphismen.
- Stirlingformel: Asymptotische Formel für Fakultäten
- Satz von Stokes: (Verallgemeinerung des Gaußschen Integralsatzes)
- Satz von Stolz: Die Existenz des Grenzwertes eines Quotienten zweier Folgen folgt aus der Existenz des Grenzwertes des Quotienten der Differenzfolgen
- Satz von Stone: Eine unitäre Gruppe wird vom i-fachen eines selbstadjungierten Operators erzeugt.
- Approximationssatz von Stone-Weierstraß: Approximation stetiger Funktionen durch Polynome
- Störungslemma: Kleine Störungen einer regulären Matrix führen wieder zu einer regulären Matrix.
- Strahlensatz: Bei zwei vom selben Punkt ausgehenden Strahlen, die parallele Geraden schneiden, verhalten sich je zwei Abschnitte auf dem einen Strahl wie die entsprechenden Abschnitte auf dem anderen Strahl; die ausgeschnittenen Strecken auf den Parallelen verhalten sich wie die vom Scheitel aus gemessenen Strecken auf den Strahlen.
- Streuungszerlegungssatz: Beschreibt eine Zerlegung der totalen Quadratsumme in eine erklärte Quadratsumme und eine Residuenquadratsumme.
- Stufenwinkelsatz: Wenn zwei parallele Geraden {\displaystyle a} und {\displaystyle b} von einer dritten Geraden {\displaystyle c} geschnitten werden, so sind die auftretenden Stufenwinkel gleich groß.
- Regel von Sturm: Die Zahl der verschiedenen Nullstellen eines reellen Polynoms in einem Intervall ist gleich der Differenz der Vorzeichenwechsel in den beiden sturmschen Ketten an den Intervallgrenzen.
- Sullivanscher Starrheitssatz: Starrheit quasikonformer Abbildungen
- Sylow-Sätze: Drei Sätze über {\displaystyle p}-Untergruppen
- Trägheitssatz von Sylvester: Die Anzahl der negativen, positiven und Null-Eigenwerte einer symmetrischen Matrix hängen nicht von der Wahl der Basis des Vektorraums ab.
- Satz von Sylvester-Gallai: Zu einer endlichen, nicht kollinearen Menge von Punkten gibt es eine Gerade, die durch genau zwei der Punkte geht.
- Satz von Synge: Gerade-dimensionale, orientierbare Mannigfaltigkeiten positiver Schnittkrümmung sind einfach zusammenhängend.
- Satz von Synge-Weinstein: Orientierungserhaltende Isometrien auf gerade-dimensionalen, orientierbaren, riemannschen Mannigfaltigkeiten strikt positiver Schnittkrümmung haben einen Fixpunkt.
- Satz von Szemerédi: Ramseytheorie, verallgemeinert den Satz von Van der Waerden.

## T
- Dualitätssatz von Takai: Das duale Kreuzprodukt zum Kreuzprodukt eines C*-dynamischen Systems ist das Tensorprodukt mit den kompakten Operatoren.
- Satz von Tamano: Ein vollständig regulärer Hausdorffraum ist genau dann parakompakt, wenn das Produkt mit seiner Stone-Čech-Kompaktifizierung normal ist.
- Tangenssatz: Seiten und halbe Winkelsummen im Dreieck
- Satz vom Tangentenviereck: Jedes Viereck, bei dem die Summen der jeweils gegenüberliegenden Seiten gleich sind, besitzt einen Inkreis und ist somit ein Tangentenviereck.
- Fixpunktsatz von Tarski und Knaster: Existenz von Fixpunkten monotoner Abbildungen auf vollständigen Verbänden
- Satz von Tarski-Seidenberg: Die Projektion {\displaystyle \mathbb {R} ^{n+1}\rightarrow \mathbb {R} ^{n}} auf die ersten {\displaystyle n} Komponenten bildet semialgebraische Mengen wieder auf solche ab.
- Satz von Taylor: Jede auf einem reellen Intervall stetig differenzierbare Funktion lässt sich durch ein entsprechendes Taylorpolynom und ein passendes Restglied ausdrücken.
- Lemma von Teichmüller-Tukey: Eine nichtleere Menge von endlichem Charakter hat bezüglich der Mengeninklusion ein maximales Element.
- Satz von Tennenbaum: Kein abzählbares Nichtstandardmodell der Peano-Arithmetik ist berechenbar.
- Satz von Thabit: Satz zur Konstruktion befreundeter Zahlen
- Satz des Thales: Für gegebene Punkte {\displaystyle A}, {\displaystyle B} sind die Punkte {\displaystyle C}, die ein rechtwinkliges Dreieck {\displaystyle ABC} ergeben, genau die Punkte des Kreises um den Mittelpunkt der Strecke {\displaystyle AB}.
- Theorema egregium: Die gaußsche Krümmung hängt lediglich von den Koeffizienten der ersten Fundamentalform einer Fläche ab.
- Theorema elegantissimum: Die Gesamtkrümmung eines einfach zusammenhängenden geodätischen Dreiecks ist gleich seinem Winkelexzess.
- Satz von Thomsen: Ein Satz aus der Dreiecksgeometrie über gewisse geschlossene Streckenzüge
- Satz von Thue-Siegel-Roth: Approximation algebraischer Zahlen durch rationale Zahlen
- Satz von Thurston: Eine geschlossene glatte n-dimensionale Mannigfaltigkeit hat genau dann eine glatte {\displaystyle (n-1)}-dimensionale Blätterung, wenn ihre Euler-Charakteristik Null ist.
- Satz von Thurston-Bonahon: Satz zur Dichotomie zwischen geometrisch endlichen und geometrisch unendlichen Flächen in hyperbolischen 3-Mannigfaltigkeiten
- Fortsetzungssatz von Tietze: Stetige Funktionen auf abgeschlossenen Mengen normaler Räume können stetig auf den ganzen Raum fortgesetzt werden.
- Torus-Satz: JSJ-Zerlegung toroidaler 3-Mannigfaltigkeiten.
- Satz von Toponogow: In einer Mannigfaltigkeit mit nach oben beschränkter Krümmung sind Dreiecke nicht dicker als im Vergleichsraum konstanter Krümmung.
- Satz von Trachtenbrot: Die im Endlichen allgemeingültigen Sätze erster Stufe sind nicht aufzählbar.
- Transformationssatz: Das Verhalten von Integralen unter Koordinatentransformationen
- Transversalitätssatz: Approximierbarkeit von Abbildungen durch Abbildungen transversal zu einer Untermannigfaltigkeit
- Trennungssatz: Trennung konvexer Mengen durch Hyperebenen
- Tschebotarjowscher Dichtigkeitssatz: Primzahlen in arithmetischen Progressionen auf Galoiserweiterungen von Zahlkörpern
- Satz von Tschebyscheff: Test auf elementare Integrierbarkeit binomischer Integrale
- Tschebyschow-Ungleichung: Eine Zufallsgröße weicht mit Wahrscheinlichkeit höchstens Varianz/{\displaystyle k^{2}} um mehr als {\displaystyle k} vom Erwartungswert ab.
- Satz von Tunnell: Bedingungen für die Kongruenz von Zahlen
- Satz von Turán: Bestimmung der maximalen Anzahl der Kanten, die ein Graph haben kann, ohne {\displaystyle K_{m}} als Untergraph zu enthalten.
- Satz von Tutte: Charakterisierung eines Graphen mit perfektem Matching
- Satz von Tychonoff: Ein Produkt kompakter Räume ist wieder kompakt.

## U
- Ugly-Duckling-Theorem: Ein Satz aus der Mustererkennung
- Satz von Ulam: Jedes Borelmaß auf einem polnischen Raum ist regulär und moderat.
- Umhüllungssatz: Ein Satz über das Verhalten des Optimalwerts der Zielfunktion eines parametrisierten Optimierungsproblems bei Änderung der Parameter
- Umlaufsatz: Eine zweimal stetig differenzierbare, einfach geschlossene, reguläre Kurve hat die Umlaufzahl ±1.
- Satz über die Umkehrfunktion: Existenz lokaler Umkehrfunktionen bei invertierbarer Jacobi-Matrix
- Universelles Koeffiziententheorem: Beziehung der Homologie mit Koeffizienten in einer abelschen Gruppe zur Homologie mit Koeffizienten in {\displaystyle \mathbb {Z} }
- Lemma von Urysohn: Zwei disjunkte, abgeschlossene Mengen eines normalen Raums können durch eine stetige Funktion getrennt werden.

## V
- Satz von van Aubel: Die Mittelpunkte der vier Quadrate über den Seiten eines Vierecks sind die Ecken eines orthodiagonalen Vierecks mit gleich langen Diagonalen.
- Satz von Van der Waerden: Satz aus der Kombinatorik bzw. Ramseytheorie
- Satz von Vantieghem: Eine Zahl n ist genau dann prim, wenn das Produkt der ersten {\displaystyle n-1} Mersenne-Zahlen kongruent {\displaystyle n} ist modulo der {\displaystyle n}-ten Mersenne-Zahl.
- Satz von Varignon: Wenn man die Mitten benachbarter Seiten eines Vierecks verbindet, dann erhält man ein Parallelogramm.
- Kriterium von Vaught: Kategorische Theorien ohne endliche Modelle sind vollständig.
- Satz von Vaught (Maximalitätsprinzip): Satz über ein dem Auswahlaxiom gleichwertiges Maximalitätsprinzip
- Vergleichbarkeitssatz: Je zwei Mengen sind bzgl. ihrer Mächtigkeit vergleichbar
- Verklebungslemma: Konstruktion stetiger Funktionen durch stetige Funktionen, die auf Teilräumen definiert sind
- Verschiebungssatz: Rechenregel für die Ermittlung der Summe quadratischer Abweichungen
- Satz von Vidav-Palmer: Eine komplexe Banachalgebra {\displaystyle A} mit einer Involution {\displaystyle \ast } ist genau dann eine C*-Algebra, wenn {\displaystyle \|a^{*}a\|=\|a^{*}\|\|a\|} für alle {\displaystyle a\in A} gilt.
- Vier-Farben-Satz: Vier Farben reichen zur Färbung einer Landkarte (ohne Ex- oder Enklaven) aus, so dass je zwei angrenzende Länder verschiedene Farben bekommen.
- Vier-Quadrate-Satz: Jede natürliche Zahl kann als Summe von vier Quadratzahlen geschrieben werden.
- Vierscheitelsatz: Die Krümmungsfunktion einer einfach geschlossenen, glatten, ebenen Kurve besitzt mindestens vier Extremstellen.
- Satz von Vieta: Zusammenhang zwischen den Koeffizienten und Nullstellen einer quadratischen Gleichung
- Wurzelsatz von Vieta: Die Koeffizienten eines komplexen Polynoms sind elementarsymmetrische Funktionen der Nullstellen.
- Konvergenzsatz von Vitali: Kriterien, unter denen Konvergenz im p-ten Mittel und Konvergenz lokal nach Maß übereinstimmen.
- Satz von Vitali: Satz zur Existenz nicht Lebesgue-messbarer Mengen.
- Satz von Vitali: Satz zur kompakten Konvergenz einer Folge holomorpher Funktionen.
- Überdeckungssatz von Vitali: Überdeckung einer Menge endlichen äußeren Lebesgue-Maßes durch Elemente einer Vitali-Überdeckung.
- Satz von Vitali-Hahn-Saks: Der mengenweise Grenzwert einer Folge von signierten Maßen ist wieder ein signiertes Maß.
- Satz von Vizing: Abschätzung des chromatischen Indexes eines Graphen.

## W
- Satz von Wagner und Fáry: Jeder ebene Graph kann durch einen Homöomorphismus der euklidischen Ebene auf sich in einen Streckengraphen überführt werden.
- Formel von Wald: zur Berechnung des Erwartungswertes von Summen zufälliger Größen mit zufälligem Index.
- Satz von Wallace: Ein Produkt kompakter Mengen in einer offenen Menge liegt in einem darin enthaltenen Produkt offener Mengen.
- Satz von Wedderburn: Endliche Schiefkörper sind kommutativ.
- Satz von Weierstrass-Casorati: Eine analytische Funktion kommt in der Umgebung einer isolierten wesentlichen Singularität jeder komplexen Zahl beliebig nahe.
- Divisionssatz von Weierstraß: Im Ring der konvergenten Potenzreihen in {\displaystyle n} Unbestimmten kann jedes Element bzgl. eines Weierstraß-Polynoms mit Rest dividiert werden.
- Weierstraßscher Konvergenzsatz: Ein lokal gleichmäßiger Grenzwert holomorpher Funktionen ist wieder holomorph.
- Weierstraßsches Majorantenkriterium: ein Kriterium zum Nachweis gleichmäßiger und absoluter Konvergenz einer Funktionenreihe
- Weierstraßscher Produktsatz: Existenz holomorpher Funktionen zu vorgegebenen Nullstellenverteilungen
- Weierstraßscher Vorbereitungssatz: Im Ring der konvergenten Potenzreihen in {\displaystyle n} Unbestimmten ist jedes reguläre Element ein Produkt aus einer Einheit und einem Weierstraß-Polynom.
- Weilscher Starrheitssatz: Lokale Starrheit von Gittern in Lie-Gruppen
- Weil-Vermutungen: Sätze über die lokalen Zetafunktionen algebraischer Varietäten
- Maximalitätssatz von Wermer: Die Disk-Algebra ist eine maximale Banachalgebra in der Algebra der stetigen Funktionen auf der Kreislinie.
- Satz von Weyl über Gleichverteilung: Ist {\displaystyle 0<y<1} irrational, so ist die Folge {\displaystyle (ny-\lfloor ny\rfloor )_{n}} asymptotisch gleichverteilt.
- Satz von Weyl: Endlichdimensionale Darstellungen halbeinfacher, endlichdimensionaler, komplexer Lie-Algebren sind vollständig reduzibel.
- Lemma von Whitehead: Die Kommutatorgruppe der unendlich-dimensionalen linearen Gruppe über einem Ring wird von den Elementarmatrizen erzeugt.
- Satz von Whitehead: Eine schwache Äquivalenz zwischen zusammenhängenden CW-Komplexen ist eine Homotopieäquivalenz.
- Satz von Whitehead-Serre: Ein Satz über die Beziehung rationaler Homotopiegruppen und rationaler Homologiegruppen in einfach zusammenhängenden Räumen.
- Einbettungssatz von Whitney: Jede {\displaystyle n}-dimensionale differenzierbare Mannigfaltigkeit, die das zweite Abzählbarkeitsaxiom erfüllt, besitzt eine abgeschlossene Einbettung in {\displaystyle \mathbb {R} ^{2n}}.
- Satz vom Widerspruch: Eine Aussage kann nicht gleichzeitig mit ihrem Gegenteil wahr sein.
- Satz von Wielandt: Eine Charakterisierung der Gammafunktion mittels Funktionalgleichung und Beschränktheitbedingung auf dem durch {\displaystyle [1,2]} bestimmten Streifen
- Satz von Wiener-Ikehara: Satz über das asymptotische Verhalten der Koeffizienten gewisser Dirichlet-Reihen
- Wiener-Chintschin-Theorem: Die spektrale Leistungsdichte eines stationären Zufallsprozesses ist die Fourier-Transformation der korrespondierenden Autokorrelationsfunktionen.
- Satz von Wilson: {\displaystyle p>1} ist genau dann eine Primzahl, wenn {\displaystyle (p-1)!+1\,\!} durch {\displaystyle p} teilbar ist.
- Winkelhalbierendensatz (Dreieck): Die Winkelhalbierende in einem Dreieck teilt die dem Winkel gegenüberliegende Seite im Verhältnis der beiden am Winkel anliegenden Seiten.
- Satz von Winogradow: Ausreichend große ungerade Zahlen sind Summe dreier Primzahlen.
- Satz von Wintner-Wielandt: Satz über die Frage der Beschränktheit der quantenmechanischen Grundoperatoren.
- Wohlordnungssatz: Jede Menge kann wohlgeordnet werden.
- Satz von Wolstenholme: Ist p eine Primzahl, so ist der Zähler von {\displaystyle 1+1/2^{2}+\ldots +1/(p-1)^{2}} durch {\displaystyle p} teilbar.
- Wurzelkriterium: Konvergenzkriterium für Reihen

## Y
- Yoneda-Lemma: Aussage über die Menge der natürlichen Transformationen zwischen einem Hom-Funktor und einem weiteren Funktor, nämlich {\displaystyle \mathrm {Set} ^{\mathcal {C}}({\mathcal {C}}(A,-),F)\cong F(A)} via {\displaystyle \psi \mapsto \psi _{A}(\mathrm {id} _{A})}.
- Satz von Young: Die Menge der Unstetigkeitsstellen einer Funktion ist eine {\displaystyle F_{\sigma }}-Menge.

## Z
- Zahmheits-Satz: Vollständige, 3-dimensionale, hyperbolische Mannigfaltigkeiten mit endlich erzeugter Fundamentalgruppe sind topologisch zahm.
- Lemma von Zabreiko: Eine Stetigkeitsaussage über gewisse subadditive Funktionale auf Banachräumen
- Lemma von Zassenhaus: Ein technischer Isomorphiesatz für Gruppen (Schmetterlingslemma)
- Zentraler Grenzwertsatz: Für jede Folge stochastisch unabhängiger, identisch verteilter reeller Zufallsvariablen, für die Erwartungswert und Varianz existieren, konvergiert die Folge der Verteilungen der standardisierten Summenvariablen schwach gegen die Standard-Normalverteilung.
- Mehrdimensionaler zentraler Grenzwertsatz: Konvergenz in Verteilung von reskalierten Summen von Zufallsvektoren gegen die mehrdimensionale Normalverteilung
- Lemma von Zolotareff: Das Legendre-Symbol ist gleich dem Vorzeichen einer speziellen Permutation.
- Lemma von Zorn: Jede nicht leere halbgeordnete Menge, in der jede Kette (d. h. jede total geordnete Teilmenge) eine obere Schranke hat, enthält mindestens ein maximales Element.
- Zwei-Quadrate-Satz: Jede Primzahl der Form 4n+1 kann als Summe zweier Quadratzahlen geschrieben werden.
- Zweiter Isomorphiesatz: Sind {\displaystyle N\subset H\subset G} Normalteiler, dann gilt {\displaystyle (G/N)/(H/N)\cong G/H.}
- Zwischenwertsatz: Eine stetige Funktion {\displaystyle f} nimmt zwischen {\displaystyle a} und {\displaystyle b} sämtliche Werte zwischen {\displaystyle f(a)} und {\displaystyle f(b)} an.